# Limburg (Nederlandse provincie)
Limburg (uitspraakⓘ; Limburgs: Limbörg of Lèmburg), ook wel aangeduid als Nederlands-Limburg ter onderscheiding van Belgisch-Limburg, is een provincie van Nederland, gelegen in het zuidoosten van dit land. Limburg is als gewest in zijn huidige vorm pas in 1839 ontstaan en verkreeg zijn provinciale status in 1867. Het is daarmee op Flevoland na de jongste provincie van Nederland. De hoofdstad is Maastricht.
Met zijn 1.133.255 inwoners (1 januari 2025) hoort Limburg (samen met Utrecht en Overijssel) tot de middelgrote Nederlandse provincies. De bevolkingsdichtheid bedraagt 519 inw./km², waarbij de regio Zuid-Limburg het zwaartepunt vormt. Dit deel van de provincie telt meer inwoners dan Noord- en Midden-Limburg tezamen. Naast het Nederlands is ook het Limburgs erkend als officiële taal in de provincie.

## Ligging
Geografisch wordt de provincie in belangrijke mate gekenmerkt door haar ligging aan de rivier de Maas, vanaf Eijsden in het zuiden tot aan Mook in het noorden. De smalle en langgerekte vorm van de provincie is historisch in hoofdzaak om strategische redenen door de loop van deze rivier bepaald. Zij werd in de Tachtigjarige Oorlog voorbereid doordat het Staatse leger diverse losse steunpunten langs de Maas wist te verkrijgen en vast te houden. Later wilde men niet dat Pruisen nog toegangen tot de Maas zou behouden, zodat onder meer de noordelijke 'slurf' van het huidige Limburg bij Nederland kwam.
Limburg heeft als enige Nederlandse provincie een grens met twee buitenlanden: in het westen en zuiden (Voeren) met Belgisch Limburg, en eveneens in het zuiden voor een klein deel met de Belgische provincie Luik (waarbij Limburg ook de enige Nederlandse provincie is die aan Wallonië grenst); in het oosten over de gehele lengte met de Duitse deelstaat Noordrijn-Westfalen en de daarin gelegen Regierungsbezirken Düsseldorf en Keulen. De provincie grenst ook aan twee Nederlandse provincies: in het uiterste noorden aan Gelderland en in het noordwesten aan Noord-Brabant. Samen met de laatste vormt Limburg het landsdeel Zuid-Nederland.
Met name Zuid-Limburg heeft door zijn ligging een euregionale oriëntatie. Mede hierdoor neemt de hoofdstad Maastricht een internationaal bekende positie in.

## Eigenheden
Limburg bezit een sterk eigen karakter, cultureel en landschappelijk. Een groot deel van de bevolking spreekt een van de vele Limburgse dialecten. Deze dialecten zijn gezamenlijk erkend als regionale taal onder het Europees Handvest voor regionale talen of talen van minderheden, onder de noemer Limburgs.  De bevolking van Limburg is van oudsher voor het overgrote deel rooms-katholiek. Tot diep in de twintigste eeuw was de Kerk ook maatschappelijk sterk aanwezig. De provincie vormt een eigen bisdom, het bisdom Roermond. Er zijn allerlei specifieke culturele tradities (onder meer carnaval, processies en schuttersfeesten). Mede door haar landschappelijke waarden, het Nationaal Park De Maasduinen in Noord-Limburg, het Nationaal Park de Groote Peel in Noord- en Midden-Limburg,  de Maasplassen en het Nationaal Park De Meinweg in Midden-Limburg, en Nationaal Landschap Zuid-Limburg en het daarin gelegen Heuvelland in Zuid-Limburg, is de provincie van betekenis voor het toerisme.
In politiek opzicht kent het gebied dat nu Limburg vormt een lange en gevarieerde geschiedenis. Limburg was tot aan de Franse tijd een lappendeken van zelfstandige en afhankelijke gebieden. Elke plaats heeft zijn eigen, specifieke dialect. Met de zuidelijke helft van zijn westgrens grenst Limburg aan de Belgische provincie Limburg, een verwante buurprovincie waarmee het vanaf de Franse tijd tot aan de Belgische onafhankelijkheid bestuurlijk verenigd was.
De bewoningsgeschiedenis van Limburg gaat ver terug. Onder meer in Zuid-Limburg zijn sporen van de Bandkeramische cultuur (5300-4900 v.Chr.) en Romeinse bewoning en wegen. Zowel Maastricht als Heerlen behoren tot de oudste nederzettingen (en later steden) van Nederland.

## Economische zwaartepunten
Economische zwaartepunten zijn er met name in en rond Venlo (logistiek en tuinbouw), Sittard-Geleen (Chemelot, VDL Nedcar en logistiek) en Maastricht (provinciaal bestuur, universiteit en luchthaven). Dit zijn ook de drie grootste gemeenten en de Limburgse plaatsen met bijna of meer dan 100.000 inwoners. Heerlen is de grootste gemeente in de Oostelijke Mijnstreek, het huidige Parkstad Limburg, en de vierde van Limburg. De regio rond Weert is van oudsher sterk gericht op Eindhoven.

## Naam

### Vernoeming

De drie Limburgen: de in 1839 gesplitste provincies in België en Nederland, en het oorspronkelijke, middeleeuwse hertogdom Limburg met gelijknamige hoofdstad

De naam van de beide provincies Limburg is rechtstreeks afkomstig van het oude hertogdom Limburg, en daarmee indirect van het kasteel Limburg in het plaatsje Limburg aan de Vesder, thans gelegen in de provincie Luik. De historische naam Limburg wordt echter pas sinds 1815 gebruikt om er het gebied van zowel de huidige Nederlandse als dat van de Belgische provincie mee aan te duiden. In dat jaar besloot koning Willem I de toen geheel nieuwe provincie, die voorheen met name voor het thans Nederlandse deel uit een lappendeken van vele gebiedjes bestond, en waarvan slechts een miniem stukje van het oude hertogdom Limburg deel uitmaakte, 'Limburg' te noemen. Het thans Belgische deel van die provincie was aanzienlijk minder verbrokkeld, en bestond grotendeels uit het vroegere graafschap Loon. De naam Limburg raakte snel ingeburgerd voor de beide provincies en men is er in beide Limburgen sterk aan gehecht geraakt.

### Etymologie
Het toponiem Limburg komt in Duitsland vaker voor; bijvoorbeeld een bekende Duitse plaats (met bisschopszetel) is Limburg an der Lahn. Ook het in Nederland gelegen Limbricht (nabij Sittard) zou oorspronkelijk Limburg (Lemborgh) geheten hebben.
Er bestaat echter geen sluitende verklaring voor deze oude naam. Sommige bronnen verklaren hem als slangen- of drakenburcht. Hierbij zou Lim- een verbuiging zijn van lint, dat te verklaren valt als lintworm, slang of draak. Andere bronnen keren voor de naamverklaring terug naar het Indo-Germaanse en Keltische woorddeel lint, met de betekenis moeras.

## Geschiedenis

### Voorhistorie
De eerste bewoners die sporen achtergelaten hebben waren neanderthalers die in Zuid-Limburg bivakkeerden. In het neolithicum werd hier vuursteen gewonnen in ondergrondse mijnen, onder andere bij Rijckholt. Ook zijn er in Zuid-Limburg sporen te vinden van nederzettingen van de Bandkeramische cultuur (5300-4900 v.Chr.).

### Romeinse tijd

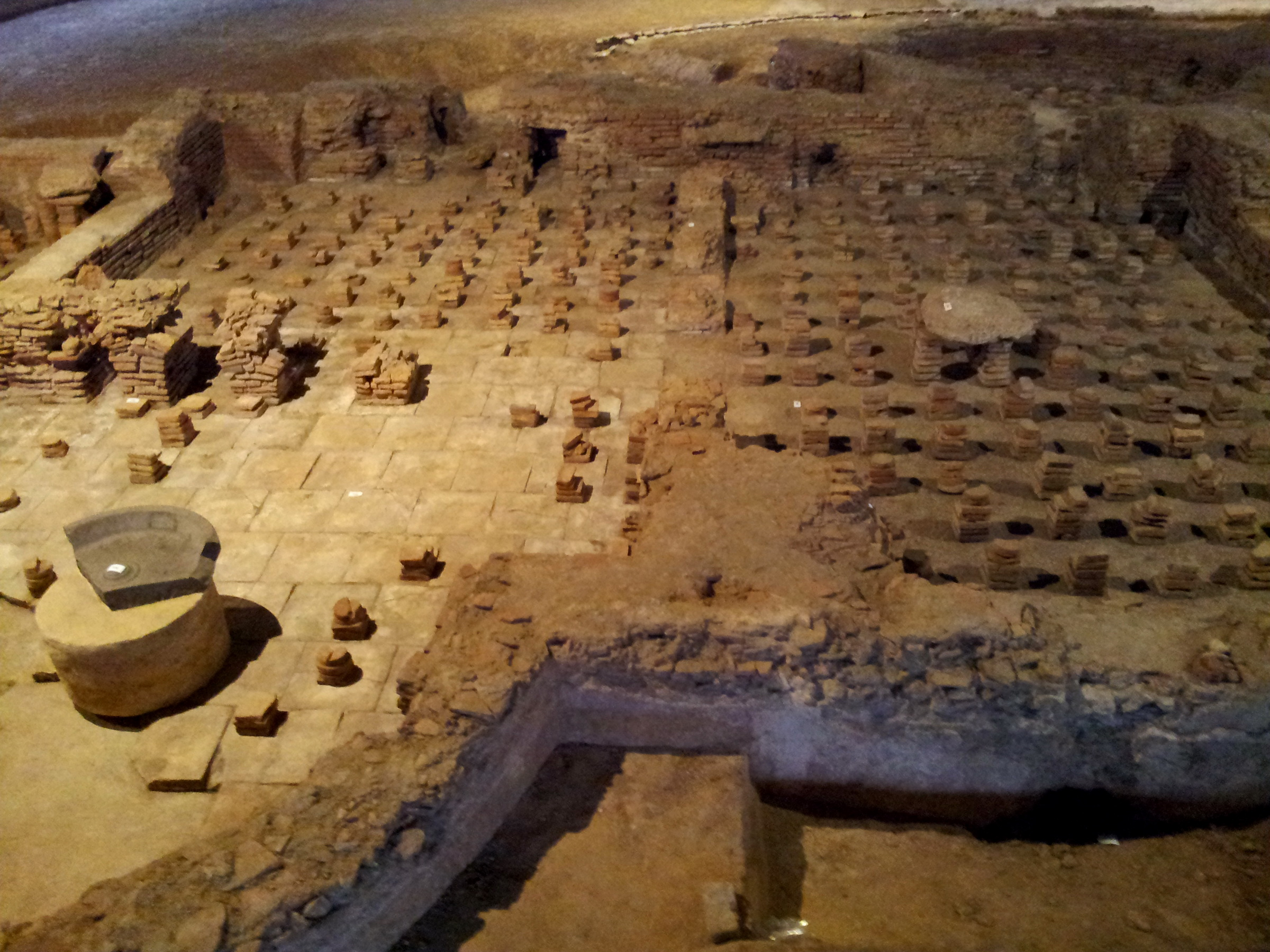
Een Romeinse opgraving, tentoongesteld in het Thermenmuseum in Heerlen (Coriovallum)

Enkele dorpen en steden, bijvoorbeeld Maastricht (Mosa Trajectum), Heerlen (Coriovallum), Tegelen (Tegula) en Blerick (Blariacum), kunnen hun ontstaan tot de Romeinse tijd terugleiden. Bisschop Servatius introduceerde het christendom in Romeins Maastricht, waar hij in 384 zou zijn overleden.

### Middeleeuwen

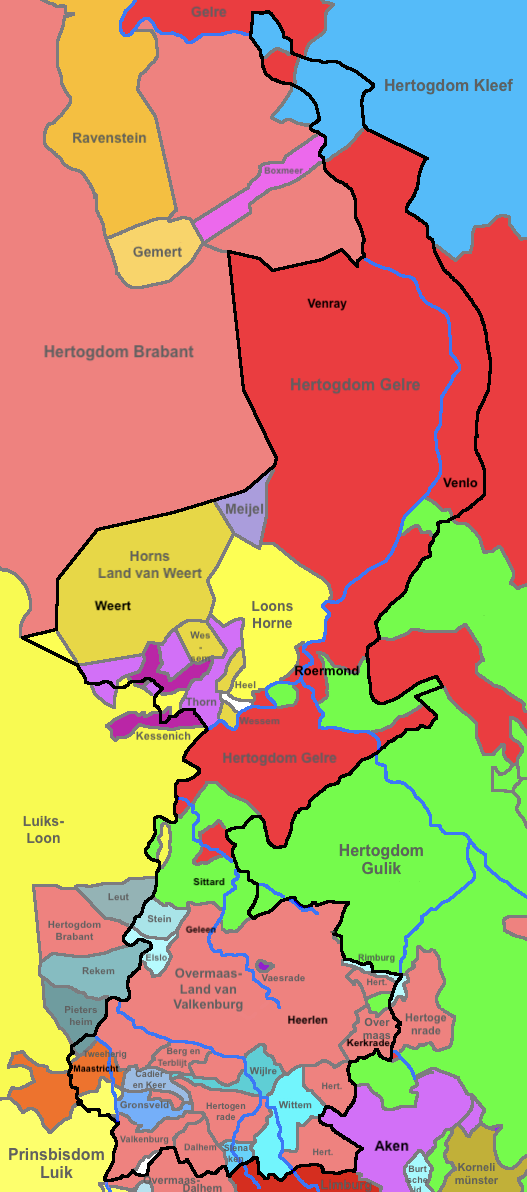
Limburg omstreeks 1500

Na de Romeinen hadden de Franken hier de macht. Het gebied floreerde onder deze Frankische heerschappij. Karel de Grote had een belangrijke palts in het nabijgelegen Aken waar hij, vooral op latere leeftijd, 's winters verbleef. Na de opdeling van het Frankische rijk behoorde het gebied van het huidige Limburg, evenals de rest van Nederland, tot in de nieuwe tijd tot het Heilige Roomse Rijk. Aan het einde van de negende eeuw (van 895 tot 900), lag daarbij het Maasland, het stamland van de dynastie der Karolingers, kortstondig nog tamelijk centraal in een meer autonoom rijksdeel, het tweede koninkrijk Lotharingen onder Zwentibold.

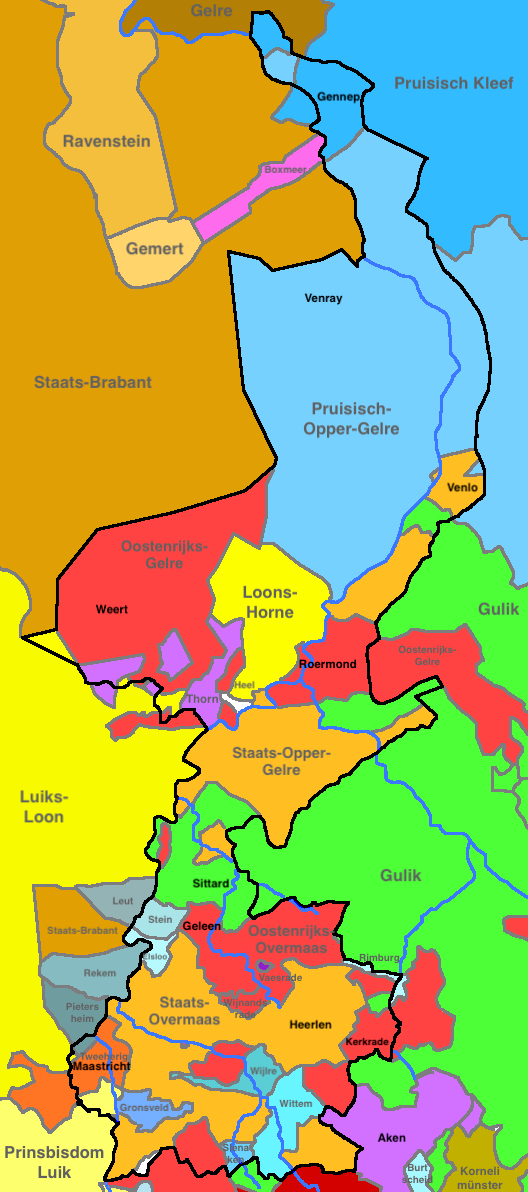
Limburg omstreeks 1716

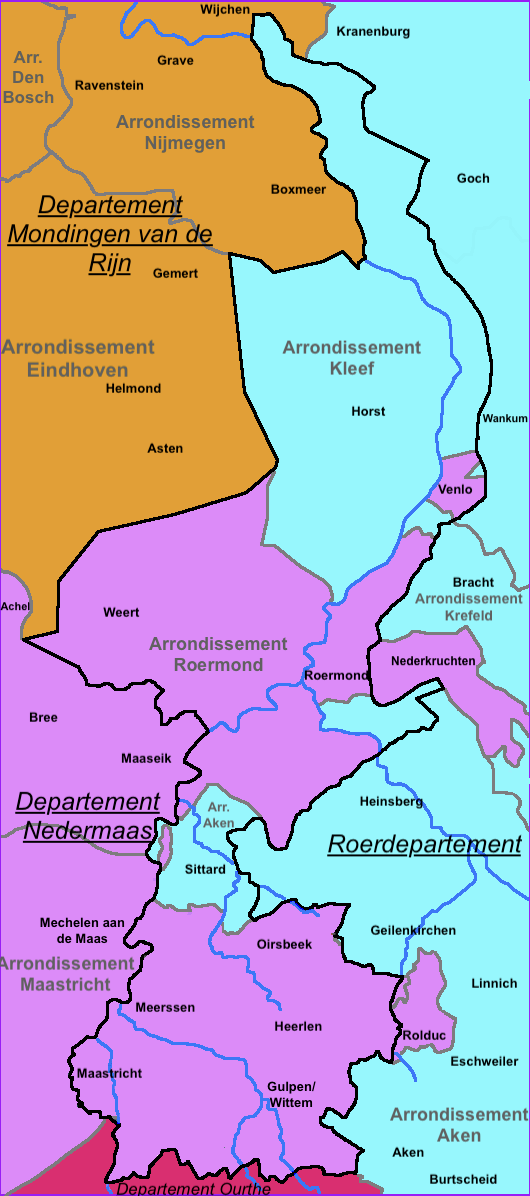
Limburg in de Franse tijd

Het grondgebied van het huidige Limburg was vanaf de latere middeleeuwen meestal verdeeld tussen het hertogdom Brabant, hertogdom Gelre, hertogdom Gulik, het prinsbisdom Luik, de prins-bisschop van Keulen en het middeleeuwse hertogdom Limburg. Deze hertogen en bisschoppen waren nominaal onderhorigen van de keizer van het Roomse Rijk, maar in de praktijk gedroegen ze zich als onafhankelijke vorsten, die vaak onderling in oorlog waren. Hun conflicten werden dikwijls op Limburgs gebied uitgevochten wat zo dan ook bijdroeg aan de versnippering van het gebied.

### Nieuwe tijd

#### Vroegmoderne tijd

Limburg is in belangrijke mate opgebouwd uit Staatse bezittingen langs de Maas na de Vrede van Munster en de Vrede van Utrecht, hier in lichtblauw aangegeven.

Een voorbeeld van de versnippering: het Land van 's-Hertogenrade na het Partagetraktaat van 1661. In 1815 kwam de huidige grens in het zuidoosten van Limburg tot stand (de grijze stippellijn).

In de nieuwe tijd tot 1794 was Limburg grotendeels verdeeld tussen Spanje (en diens opvolger Oostenrijk), Pruisen, de Republiek der Zeven Verenigde Nederlanden, het prinsbisdom Luik en tal van zelfstandige kleine heerlijkheden.

### Moderne Tijd

#### Franse tijd

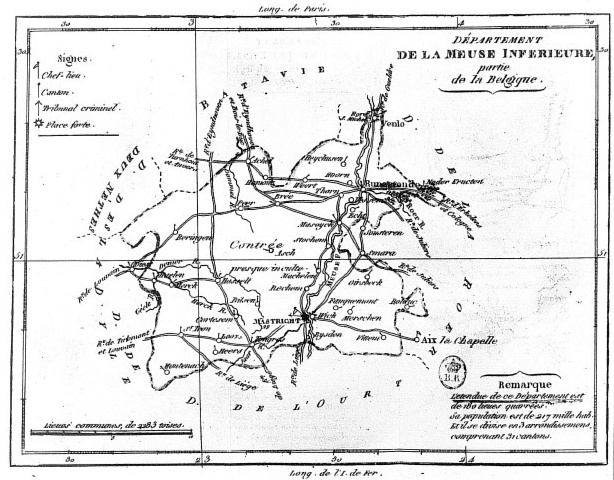
Het departement Nedermaas (of 'Beneden-Maas') was een tijdens de Franse tijd ingesteld Frans departement in de Nederlanden. Het bestond van 1795 tot 1814 en werd bestuurd vanuit de departementshoofdstad Maastricht.

In 1794 werden de lage landen bezet door het Franse revolutionaire leger en kwam het grootste deel van de twee huidige Limburgse provincies onder direct Frans gezag. Het merendeel van het gebied werd toen voor het eerst een bestuurlijke eenheid onder de naam Département de la Meuse-Inférieure oftewel departement Nedermaas, met als hoofdstad Maastricht. Men mag stellen dat de provincie in eerste instantie door de Fransen is gecreëerd, zij het in een andere gedaante dan de huidige.

#### Deel van het Verenigd Koninkrijk
Na de Franse Tijd, bij de vorming van het Verenigd Koninkrijk der Nederlanden, werd het voormalige departement, tezamen met een deel van het Roerdepartement, een nieuwe provincie, die op gezag van de nieuwe koning Willem I in haar geheel Limburg werd genoemd. Hieraan lagen deels historische, deels strategische redenen ten grondslag.
Zo hoorden de huidige drie meest noordelijke gemeenten Mook en Middelaar, Gennep en Bergen, waar geen Limburgs maar Kleverlands, wordt gesproken en die voordien nog bij Pruisisch Opper-Gelre en Kleef hoorden, van 1803 tot 1815 nog bij Pruisen, evenals Arcen en Velden, maar omdat de toekomstige koning Willem I bij het Congres van Wenen liever geen Pruisen aan de Maas zag, werd deze strook op de rechteroever overgedragen aan het nieuwe Verenigd Koninkrijk. Om dezelfde strategische redenen zijn tegelijkertijd ontbrekende, cruciale puzzel-elementen als het voordien Gulikse gebied van het ambt Born (met Susteren) en de stad Sittard, dat met Urmond en Grevenbicht tot aan de Maas reikte, alsmede de Gulikse Maashaven bij Tegelen en Steyl, definitief bij de nieuwe provincie Limburg gekomen. In ruil daarvoor verkreeg Pruisen onder meer gebiedsdelen bij 's-Hertogenrade en bij Elmpt/Niederkrüchten, die tot de Nederlanden behoord hadden.

#### Belgische opstand
In 1830 sloot geheel Limburg, met uitzondering van Maastricht, waar een Nederlands garnizoen was gelegerd, zich aan bij de Belgische Revolutie. Daarom werd van 1830 tot 1833 Maastricht geblokkeerd. De tijdelijke hoofdstad werd Hasselt.

#### Vrede en scheiding
In 1839 werd in het Verdrag der XXIV Artikelen, dat het definitieve grensverloop tussen Nederland en de nieuwe Belgische staat vastlegde, bepaald dat het oostelijk deel van Limburg naar Nederland zou terugkeren en tevens als hertogdom Limburg, met de Nederlandse koning als hertog, bij de Duitse Bond zou worden aangesloten, ter compensatie voor het verlies van westelijk Luxemburg. België zou ter compensatie recht krijgen op een verkeersverbinding door Nederlands-Limburg naar Duitsland, de latere IJzeren Rijn. Koning Willem I bleef zich lang tegen de Belgische afscheiding verzetten, maar aanvaardde het verdrag uiteindelijk in 1839. Sindsdien is Limburg gesplitst in een Belgisch en een Nederlands deel. Onder de bevolking ontstond in 1838 nog een protestbeweging tegen de splitsing en tegen aansluiting van oostelijk Limburg bij Nederland, maar die haalde niets uit. Tussen 1842 en 1849 bevond zich, met de zelfde intenties als de protesten in 1838, een Limburgse Separatistische Beweging in het Nederlandse parlement, geleid door onder anderen Jan Lodewijk van Scherpenzeel-Heusch. Deze beweging zag de toekomst van Limburg als volledig onderdeel van de Duitse Bond. In maart 1848 brak in de Duitse Bond de Maartrevolutie uit, die streefde naar een Duitse eenheidsstaat op liberale grondslag. De Limburgse vertegenwoordigers in het nieuwe Frankfurter Parlement beijverden zich voor aansluiting bij deze Duitse eenheidsstaat. Uiteindelijk mislukte de revolutie en werd de confederale Duitse Bond heropgericht.

#### Een reguliere provincie
De bijzondere positie van Limburg duurde tot 1866, toen de Duitse Bond uiteenviel als gevolg van de tweestrijd tussen Pruisen en Oostenrijk. In mei 1867 werd in het Verdrag van Londen vastgesteld dat Limburg een volledig onderdeel van Nederland werd. Tot 1906 bleef de provincie formeel de titel 'hertogdom' gebruiken, hoewel het sinds 1867 dus al een reguliere provincie was. Vandaag herinnert alleen het plaatselijke gebruik om de commissaris van de Koning gouverneur te noemen, nog aan deze tijd.

### Twintigste eeuw en tegenwoordige tijd

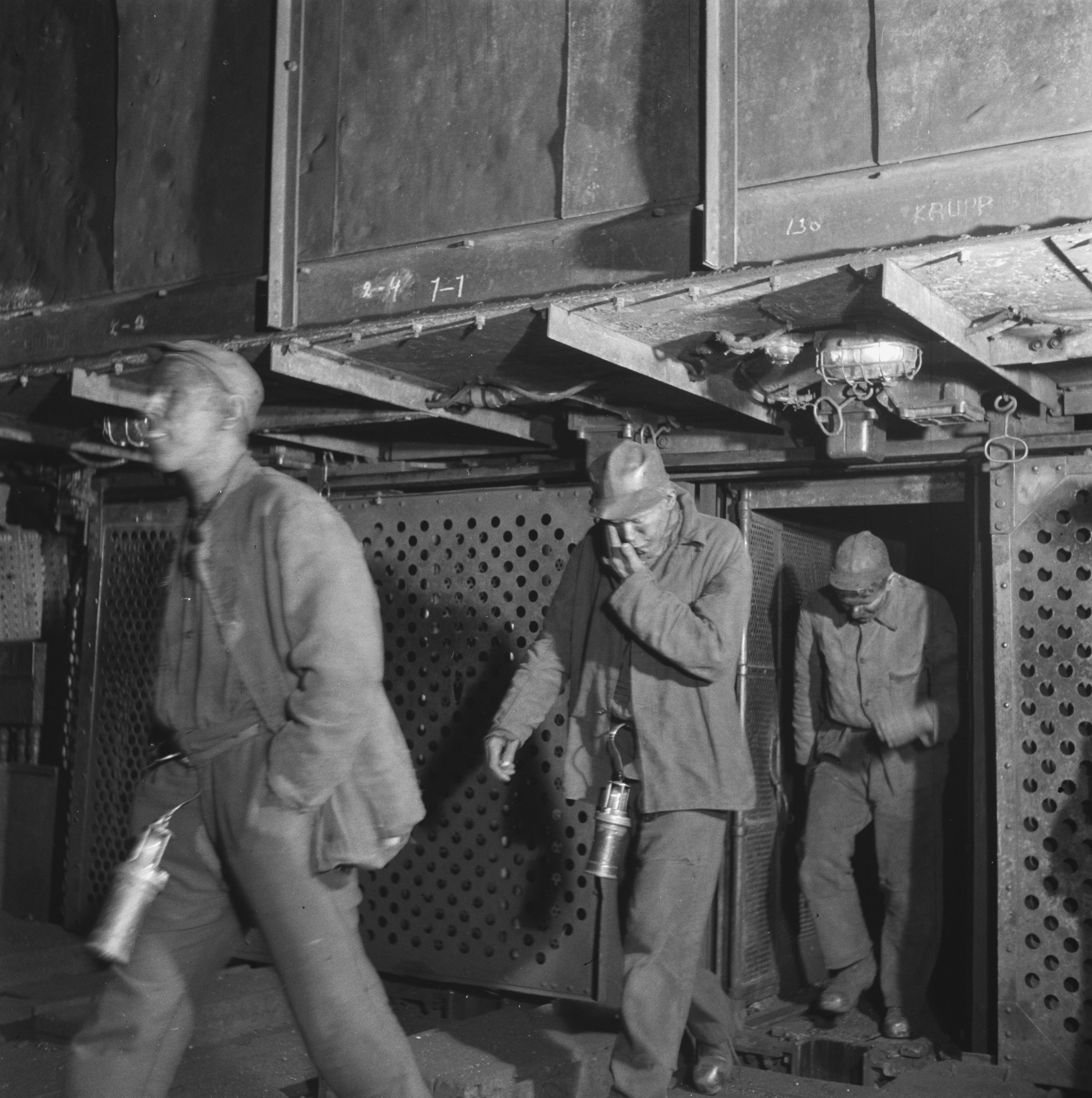
Mijnwerkers in de jaren 1940: de steenkoolwinning was decennialang de belangrijkste economische activiteit

Na de Eerste Wereldoorlog, waarin Nederland neutraal was gebleven, kwam in België een beweging op gang die ijverde voor de annexatie van Limburg en Zeeuws-Vlaanderen, als 'straf' voor de vermeende Duitsgezindheid van Nederland. Hierop werd in Limburg gemengd gereageerd: sommigen steunden al dan niet openlijk de Belgische eisen, zoals het katholieke Tweede Kamerlid Henri van Groenendael dat prompt door de RKSP geroyeerd werd.
De economie van het zuidelijk deel van de Nederlandse provincie Limburg heeft twee generaties lang voor een belangrijk deel in het teken gestaan van de keramische industrie en steenkoolwinning. De exploitatie van de steenkoolmijnen kwam betrekkelijk laat op gang: aan het begin van de 20e eeuw. Na de Tweede Wereldoorlog bleken de mijnen niet langer rendabel. In december 1965 werd de sluiting van de mijnen door toenmalig minister van Economische Zaken Joop den Uyl aangekondigd en op 31 december 1974 ging de laatste mijn dicht. Dit heeft geruime tijd een hoge werkloosheid veroorzaakt, want vóór de sluiting had niet minder dan 15% van de beroepsbevolking in de mijnen gewerkt. Nederlands- en Belgisch-Limburg waren de enige steenkoolwinningsgebieden in West-Europa waaromheen geen staalindustrie werd gebouwd. De overheden van beide landen hadden hun zware industrie in de Franstalige gebieden, respectievelijk in de Randstad.
De voormalige Staatsmijnen gingen gedeeltelijk verder als het chemieconcern DSM. Ook de logistiek is een belangrijke werkgever in de provincie die een belangrijke verbinding is tussen de havens van Antwerpen en Rotterdam en het Ruhrgebied. Limburg is aanvang eenentwintigste eeuw een welvarende provincie die steeds meer economische, culturele en bestuurlijke banden is aangegaan met het Duitse, Vlaamse en Waalse grensgebied: de Euregio.
Op 9 december 2008 ondertekenden de commissaris, respectievelijk gouverneur van de beide Limburgen, het Limburgcharter. De beide provinciebesturen zouden willen bereiken dat voortaan de benamingen West- en Oost-Limburg gehanteerd worden voor respectievelijk Belgisch- en Nederlands-Limburg.

## Bevolking
Totale bevolking: 1.115.895 per 1 januari 2021
Bevolkingscijfers uit 2016:

Bevolkingspiramide

- Bevolking jonger dan 20 jaar: 214.633 personen;
- Bevolking tussen de 20 en de 65 jaar: 658.487;
- Bevolking van 65 jaar en ouder: 243.140.

(Cijfers: 8 september 2016)

### Grootste Limburgse woonplaatsen naar inwonertal

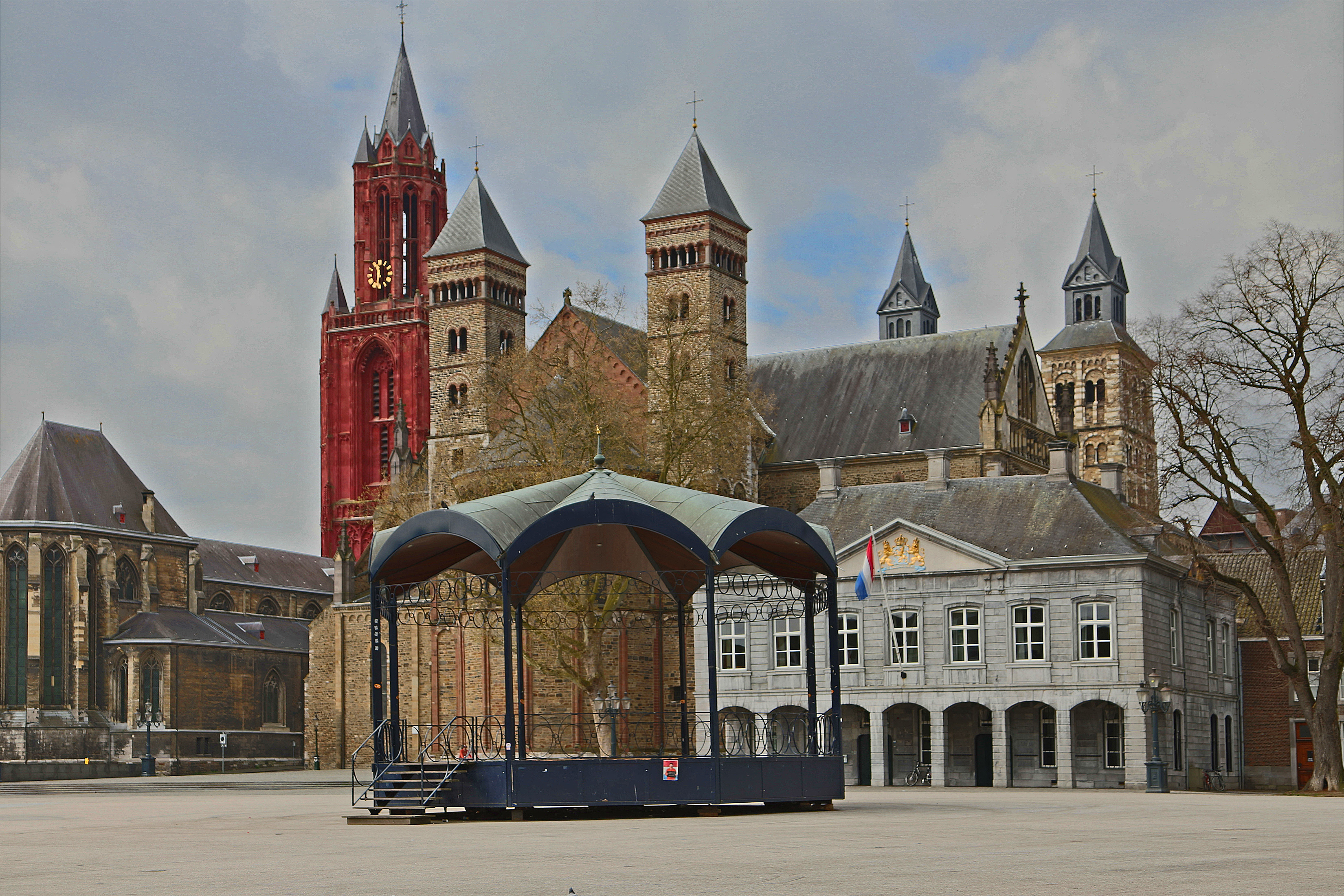
Maastricht
Venlo
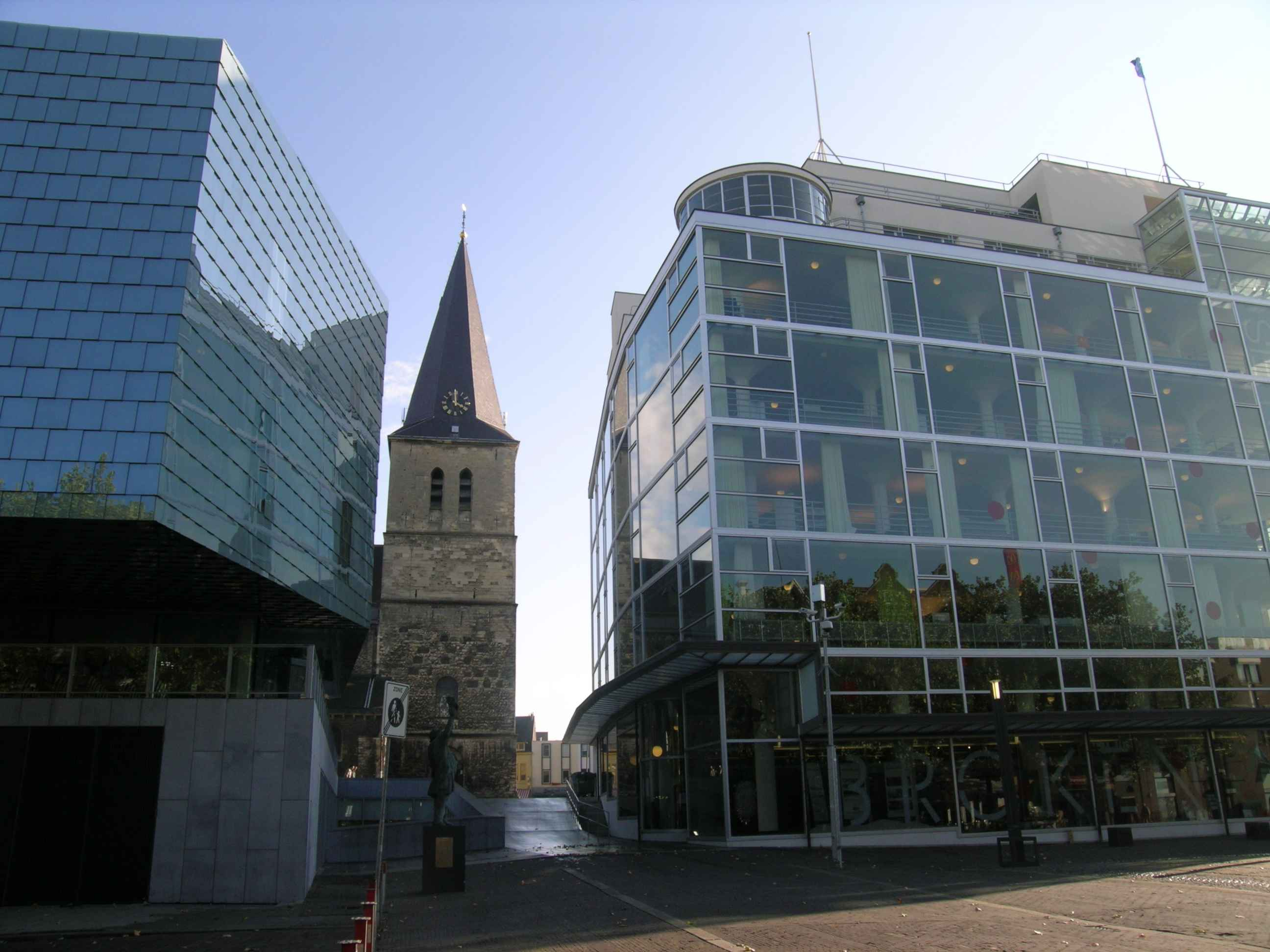
Heerlen
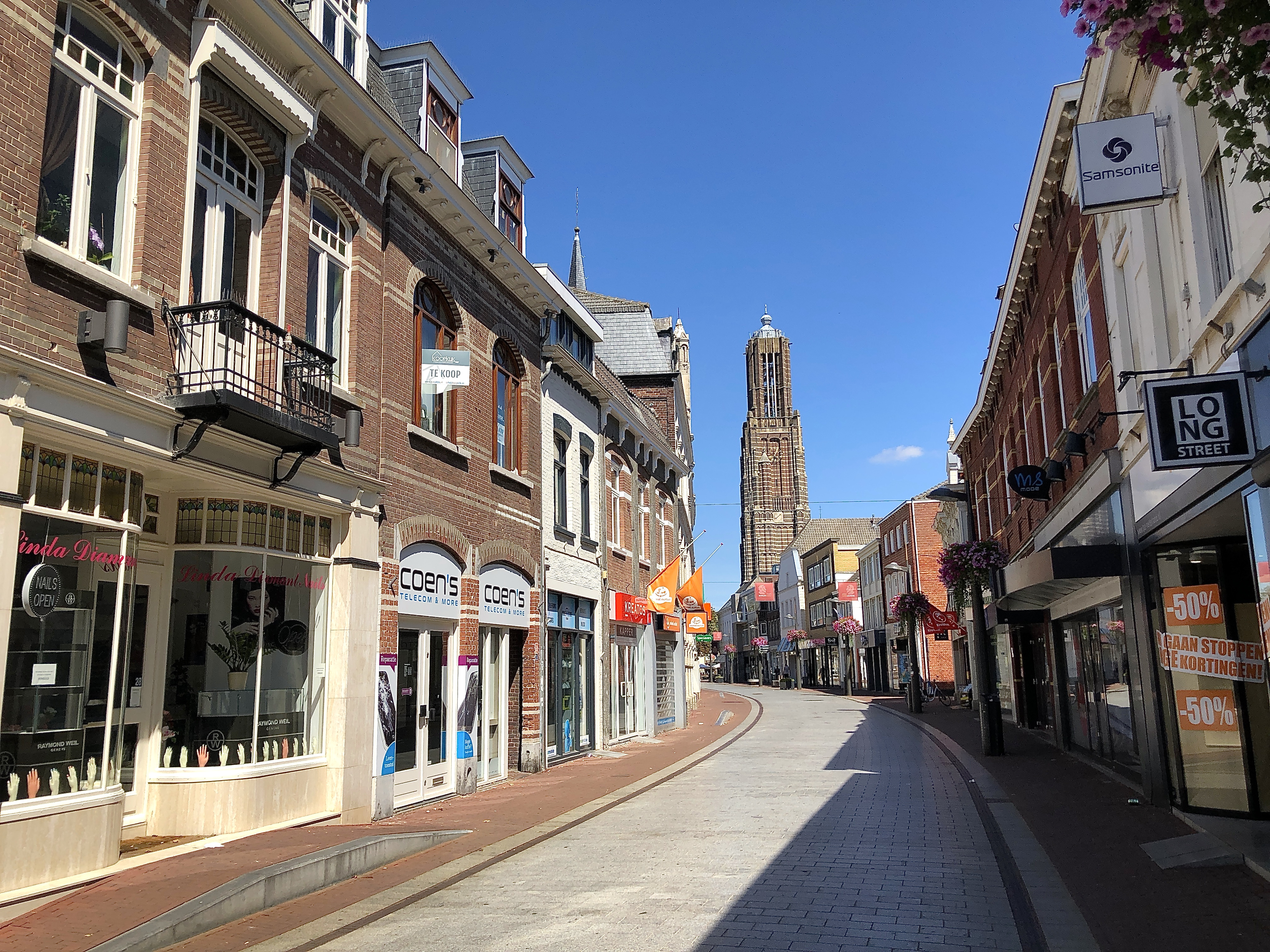
Weert
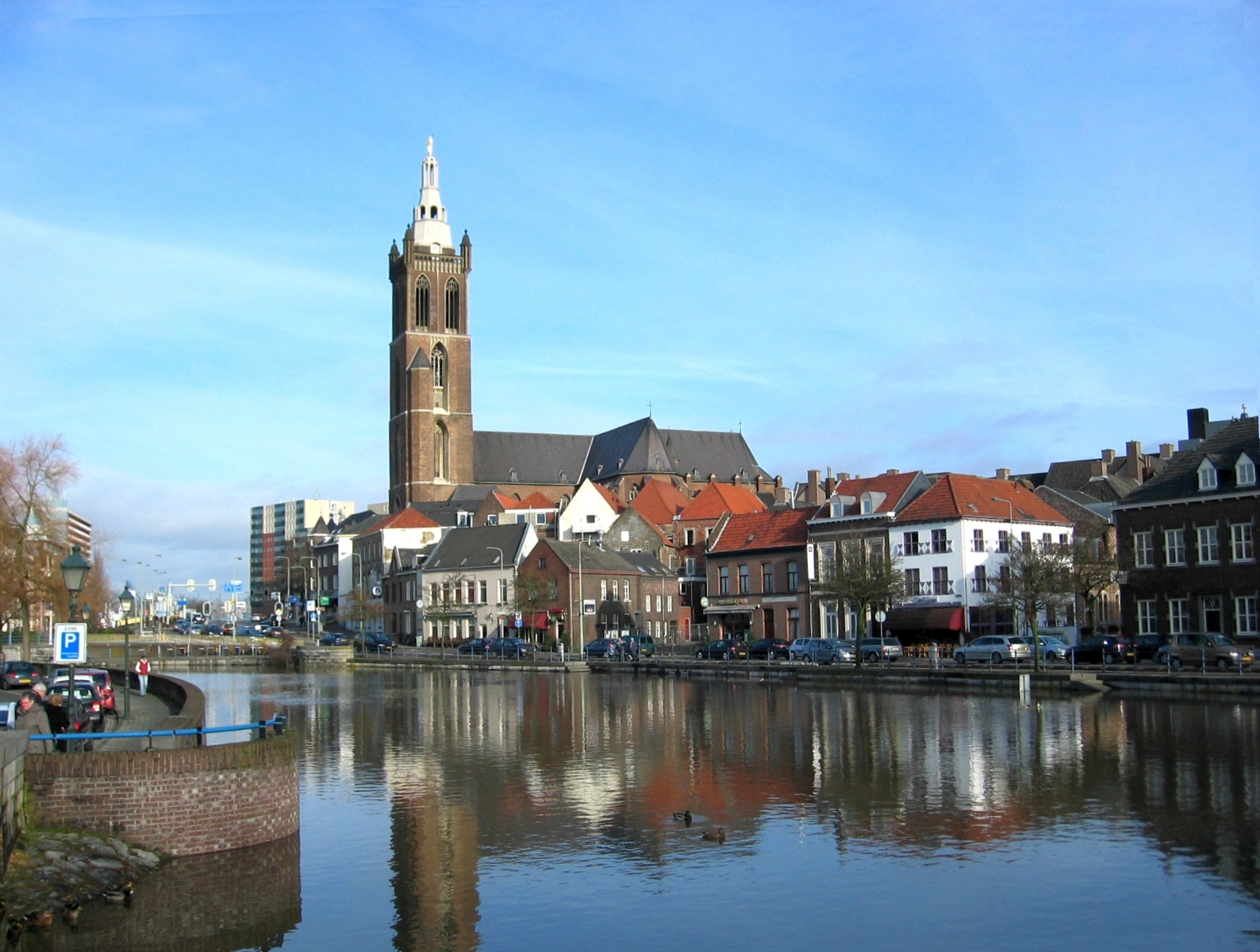
Roermond
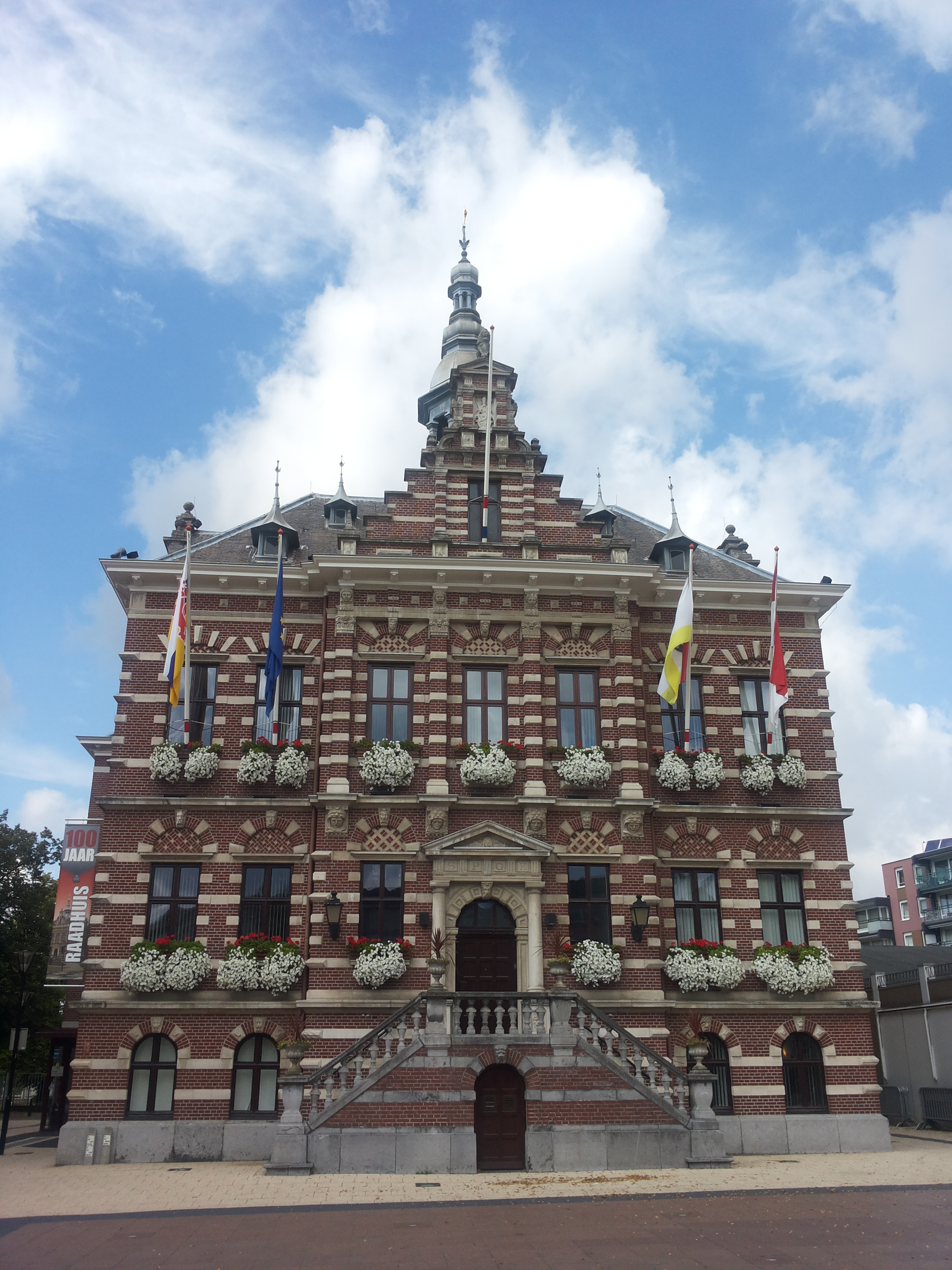
Kerkrade
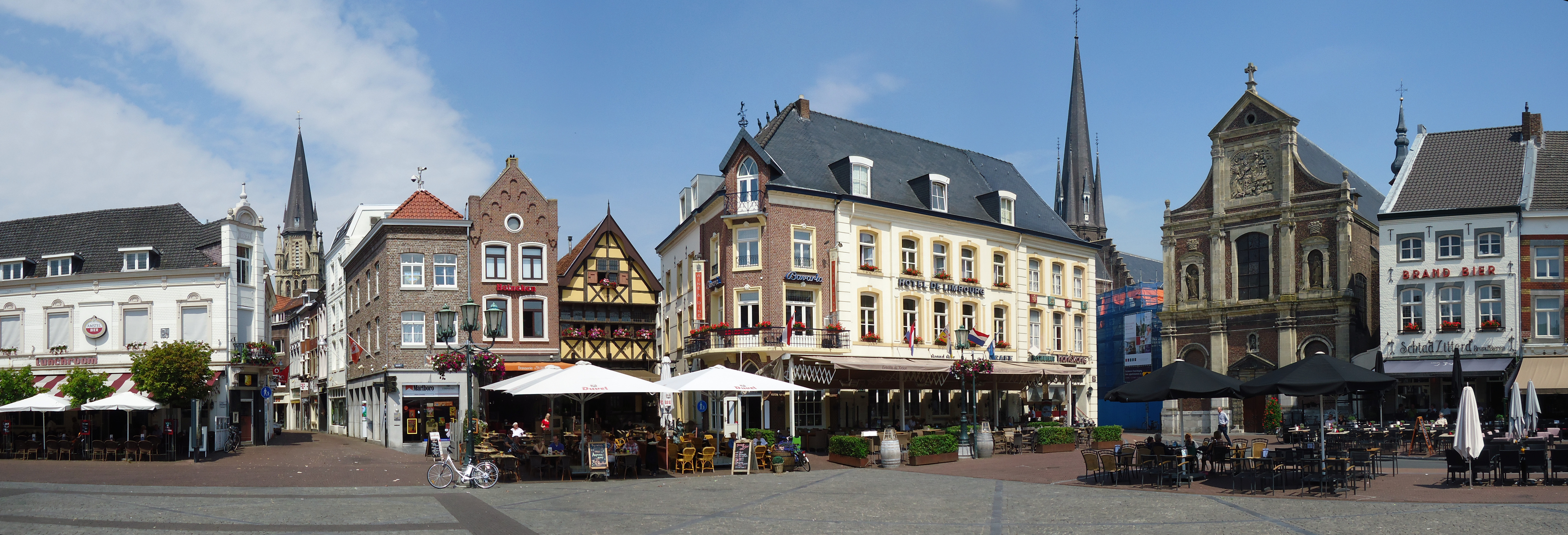
Sittard

| Nº | Naam       | Limburgse naam | Inwoners |
| -- | ---------- | -------------- | -------- |
| 1  | Maastricht | Mestreech      | 122.734  |
| 2  | Heerlen    | Heële          | 87.122   |
| 3  | Venlo      | Venlo          | 69.469   |
| 4  | Weert      | Wieërt         | 45.585   |
| 5  | Roermond   | Remunj         | 42.910   |
| 6  | Kerkrade   | Kirchroa       | 39.762   |
| 7  | Sittard    | Zitterd        | 37.527   |
| 8  | Landgraaf  | Lankgraaf      | 37.175   |
| 9  | Geleen     | Gelaen         | 31.198   |
| 10 | Venray     | Venroj         | 29.295   |
| 11 | Brunssum   | Broenssem      | 27.682   |
| 12 | Tegelen    | Tegele         | 15.174   |
| 13 | Echt       | Ech            | 14.810   |
| 14 | Horst      | Hôrs           | 13.376   |
| 15 | Reuver     | De Ruiver      | 11.020   |

Cijfers van 1-1-2024
- Maastricht
- Venlo
- Heerlen
- Weert
- Roermond
- Kerkrade
- Sittard

### Taal

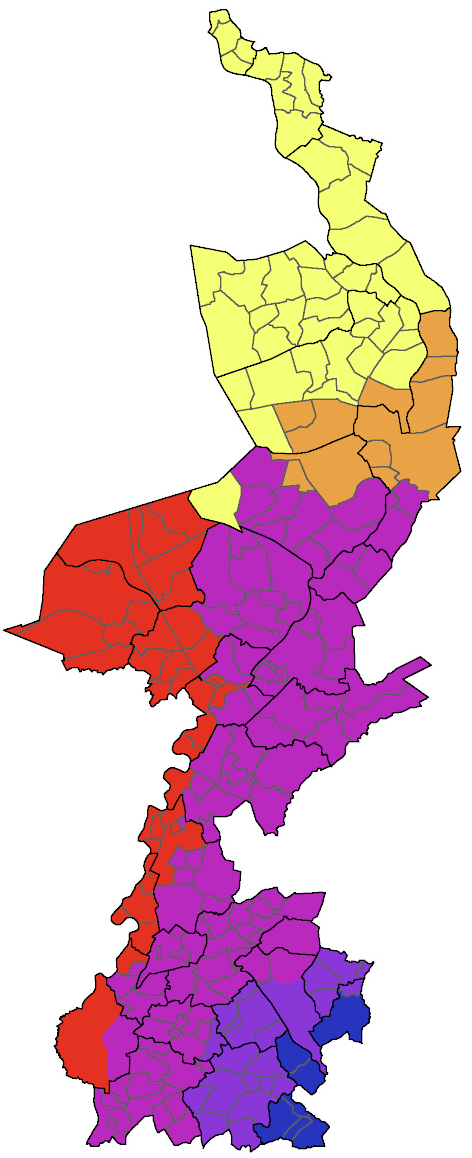
Dialectgroepen in Nederlands-Limburg:
Kleverlands
Mich-kwartier
Centraal-Limburgs
Oost-Limburgs
Oost-Limburgs-Ripuarisch
West-Ripuarisch

De Limburgse dialecten nemen taalkundig gezien een aparte plaats in binnen het Nederlands taalgebied. Sinds 1997 wordt het Limburgs binnen de Nederlandse grenzen erkend als een regionale taal, conform het Europees Handvest voor regionale talen of talen van minderheden.
De 5 dialectgroepen in Limburg zijn te onderscheiden door verschillende isoglossen.
| Isoglosse                      | Kleverlands      | Mich-Kwartier    | Centraal-Limburgs | Oost-Limburgs    | Oost-Limburgs-Ripuarisch | West-Ripuarisch    |
| ------------------------------ | ---------------- | ---------------- | ----------------- | ---------------- | ------------------------ | ------------------ |
| (mij/mich)                     | mij / meej       | mich / miech     | mich / miech      | mich / miech     | mich / miech             | mich / miech       |
| Uerdinger linie (ik/ich)       | ik               | ik               | ich / iech        | ich / iech       | ich / iech               | ich / iech         |
| Panninger linie (s/sj)         | stad             | stad             | stad              | sjtad            | sjtad                    | sjtad              |
| (lik/lich)                     | ieërlik / ierlik | ieërlik / ierlik | ieërlik / ierlik  | ieërlik / ierlik | ieërlich / ierlich       | ieërlich / ierlich |
| Benrather linie (maken/machen) | make             | make             | make              | make             | make                     | mache              |

### Etnische oorsprong
Etnisch gezien is er geen aparte, afgegrensde stam. Evenals bij de vele andere volkeren in Europa hebben, al vanaf de prehistorie, vele volken bijgedragen aan de etnische samenstelling van de Limburgse bevolking. Onder de voorouders mag men Germanen, Kelten, Romeinen en vele kleinere volken (stammen) rekenen.

### Allochtonen
Op 1 januari 2007 was van de totale bevolking 19,5 procent allochtoon: 14,3% Westers en 5,2% niet-Westers. De meeste Westerse allochtonen zijn mensen van Duitse en Vlaamse herkomst of familie. De gemeente Vaals heeft zelfs een allochtone meerderheid: 50,1% van de bevolking is allochtoon (46,8% Westers, waarvan 38% Duits, en 3,3% niet-Westers). Ook Kerkrade, Landgraaf, Brunssum en Heerlen hebben een hoog aandeel Westerse allochtonen. De voormalige gemeente Meijel is met 3,7% de enige waar het aandeel Westerse allochtonen onder de 5% ligt. Dit heeft alles te maken met het feit dat Limburg een grensregio is.
Roermond (12,3%) en Venlo (11,1%) hebben het hoogste aandeel niet-Westerse allochtonen, gevolgd door Venray (8,8%), Weert (8,5%) en Maastricht en Heerlen (elk 7,3%). Meijel en Nederweert hebben met 1,1% het laagste aandeel.

## Geografie

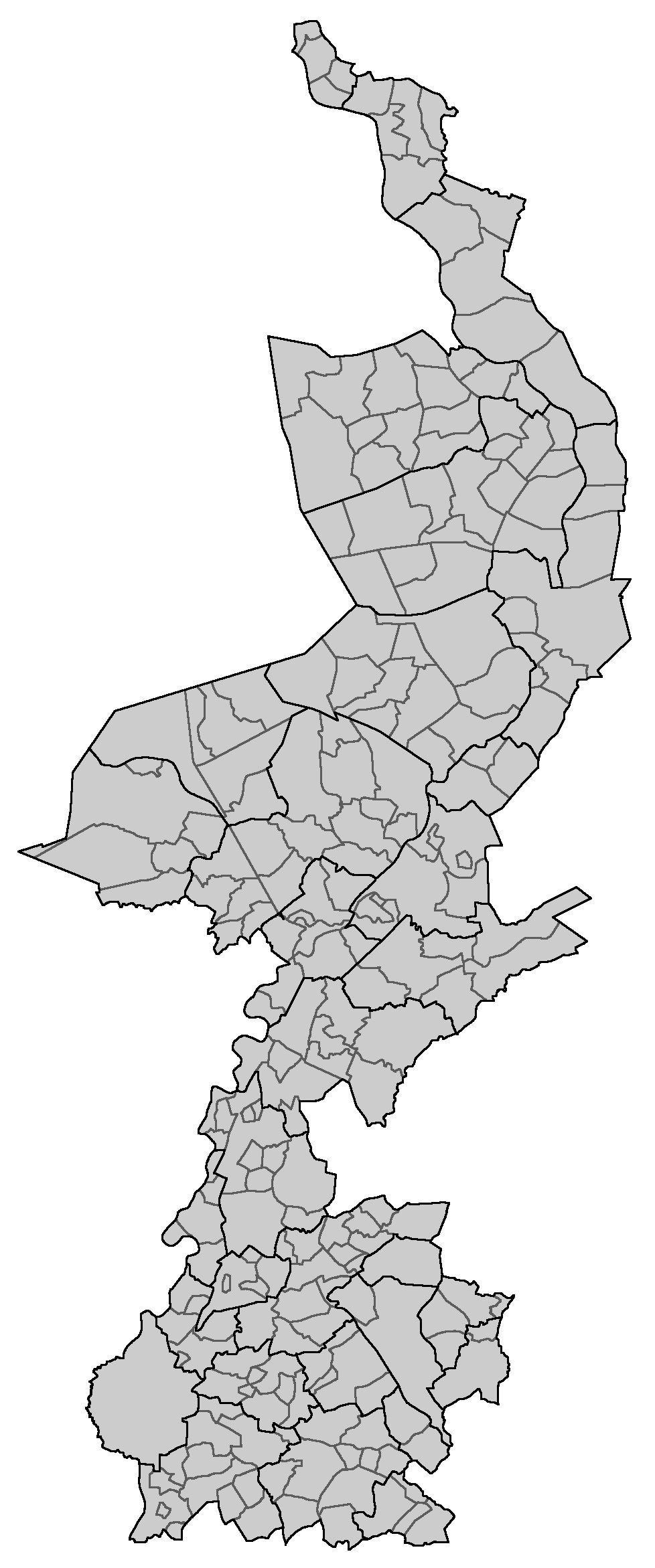
Kaart van kernen in de provincie Limburg, inclusief buitengebied.

### Ligging
De provincie Limburg is als een panhandle te herkennen op kaarten van Nederland. De provincie grenst aan zes NUTS 2-regio's, twee Nederlandse, twee Belgische en twee Duitse: het Regierungsbezirk Düsseldorf en het Regierungsbezirk Keulen. Deze twee Regierungsbezirken zijn onderdeel van de deelstaat Noordrijn-Westfalen, en worden samen ook wel Noord-Rijn genoemd. Een deel van het Ruhrgebied en daarnaast de metropoolregio Keulen/Düsseldorf bevinden zich in deze Regierungsbezirken. Ten zuiden en westen van de provincie bevindt zich België, in het zuiden ligt de Frans- en Duitstalige provincie Luik, in het westen de Vlaamse provincie Limburg. De Nederlandse NUTS 2-regio's waar Limburg aan grenst zijn Noord-Brabant in het noordwesten en Gelderland in het noorden bij de gemeente Mook en Middelaar.
De Maasduinen, het Brachter Wald, De Meinweg, de Schinveldse bossen, Teverener Heide, de Worm, het Vijlenerbos, de Maas, het Kempen-Broek, de Peel en de Overloonse duinen vormen op enkele plekken de grenzen van de provincie. De grenzen met de rest van Nederland en Vlaanderen bestaan voornamelijk uit natuurlijke grenzen, met Duitsland en Wallonië is dit minder vaak het geval.
In de historie van de provincie hebben deze grensregio's veel invloed gehad op het bestuur in de regio, zoals Brabant in Zuid-Limburg, Luik in de omgeving van Weert, Horn en Thorn, het noordelijke Rijnland onder het hertogdom Gulik in plaatsen als Sittard en Tegelen, en Gelre in Noord-Limburg en Midden-Limburg ten oosten van de Maas.

### Geologie

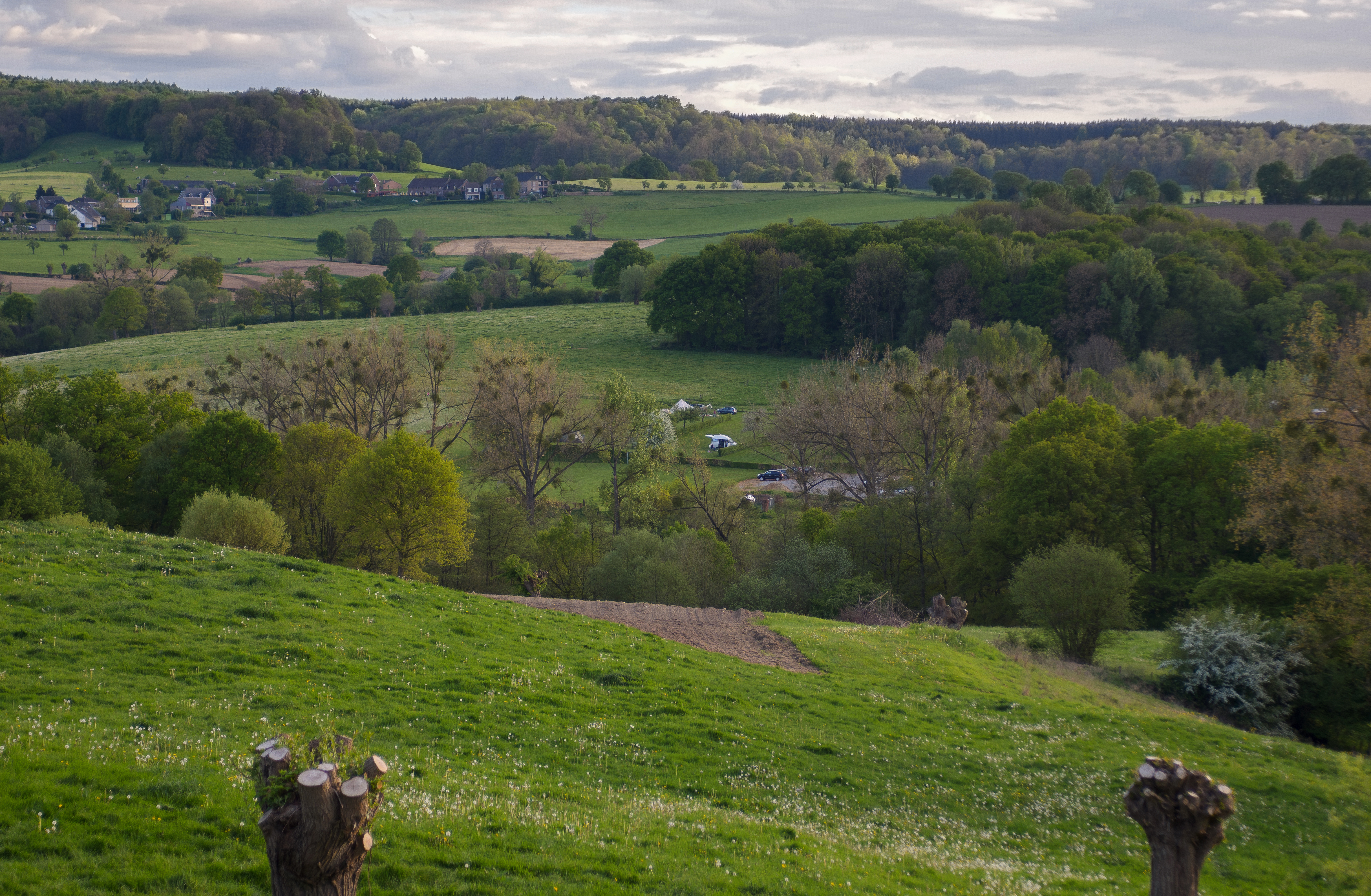
Het Geuldal bij Camerig: Zuid-Limburg is de meest heuvelachtige streek van (Europees) Nederland

Limburg bestaat aan de oppervlakte, in Noord- en Midden-Limburg, voor een groot deel uit zandgronden, die in het Tertiair door de Rijn (die destijds veel omvangrijker en krachtiger was en wiens stroomgebied een stuk westelijker lag) werden aangevoerd. De in de huidige tijd belangrijkste rivier, de Maas, was een vrij onbeduidende zijrivier van de Rijn. De Maas stroomt over de hele lengte van zuid tot noord door de provincie en heeft de zand- en grindafzettingen van de Rijn ingesneden. Verder zijn de belangrijkste rivieren de Geul (bij Valkenburg), de Roer (bij Roermond), de Neerbeek (bij Neer) en de Geleenbeek (bij Geleen).
Bij Epen komt gesteente uit het geologisch tijdperk Carboon aan de oppervlakte. Bruinkool en steenkool werden gewonnen in Midden- en Zuid-Limburg waar deze grondstoffen dicht aan de oppervlakte liggen. Het zuiden van Limburg geniet bekendheid vanwege het voorkomen aan de oppervlakte van krijtgesteente, afgezet in een ondiepe tropische zee tijdens het geologisch tijdperk Krijt. De ooit horizontale krijtlagen worden diep doorsneden door de Maas en de beekdalen van onder andere de Geul en de Gulp waardoor het zuiden van de provincie een heuvelachtig uiterlijk heeft gekregen. Ook typisch voor Zuid-Limburg is de leemsoort löss die tijdens de IJstijd door de wind hier werd afgezet. In het verleden werd in de Peel, op de grens van Noord-Brabant en Noord-Limburg, turf gestoken. De laatste restanten van dit veengebied zijn nu een natuurreservaat: de Groote Peel.
De krijtlagen uit het Maastrichts Krijt, plaatselijk bekend als "mergel", werden sinds de Romeinse tijd in steengroeven uitgezaagd in blokken om als bouwstenen te dienen. Relatief veel gebouwen in Limburg zijn uit deze mergelblokken opgetrokken. De oude mergelgroeven zijn bekend als 'grotten', zoals bijvoorbeeld Valkenburgse 'gemeentegrot'. De winning van zand en grind bij Roermond nemen nog een belangrijke plaats in.

### Landschap

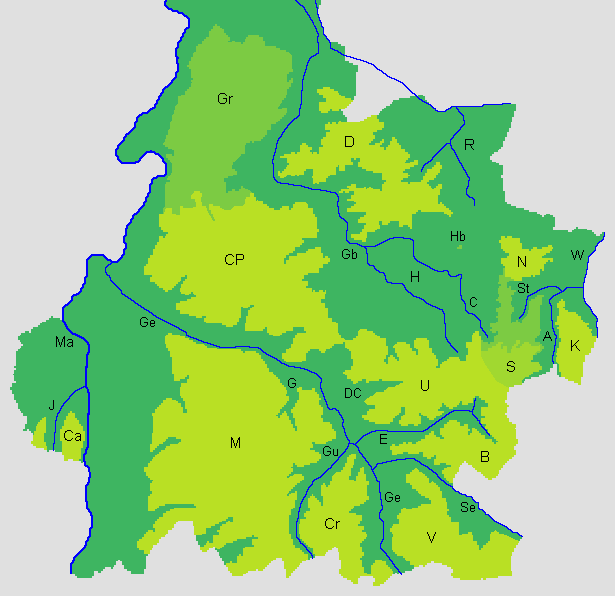
Plateaus en dalen in Zuid-Limburg

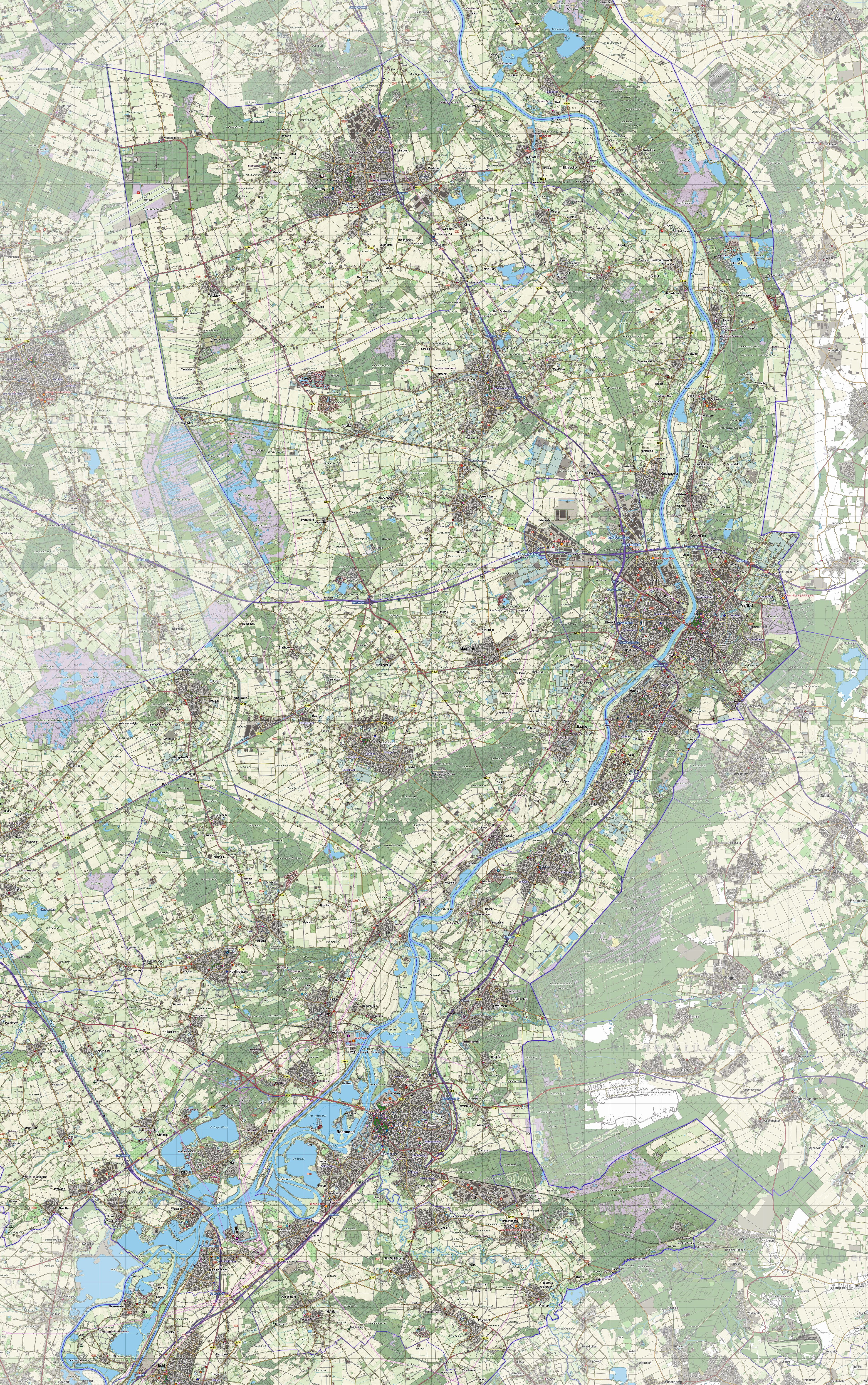
Het noordelijk deel van het Maasdal tussen Echt en Bergen

Uit de tijd van de mijnbouw stamt nog de onderverdeling in een Oostelijke Mijnstreek en een Westelijke Mijnstreek. Het Limburgs Heuvelland in het zuidoosten wordt vaak als Mergelland bestempeld. Toeristisch is de streek Zuid-Limburg een begrip. De bekendste onderdelen van het Mergelland zijn het Plateau van Margraten dat aan de noordzijde wordt begrensd door het dal van de Geul, en aan de westzijde door de Maasvallei met aan de overzijde de Sint Pietersberg, aan de oostzijde door het dal van de Gulp met het dorp Gulpen en met even verder de hoogten rond de Vaalserberg en zuidelijk door de Voerstreek.

### Hydrografie
Zie Hydrografie van Nederlands-Limburg voor het hoofdartikel over dit onderwerp.
De beken en rivieren die het grootste 'achterland' hebben zijn: 'de Groote Molenbeek in Noord-Limburg, de Neerbeek in Midden-Limburg, de Roer en Geleenbeek in Midden- en Zuid-Limburg en de Geul en de Jeker in Zuid-Limburg'.
Waters in Limburg zijn:
Rivieren
- Geul
- Gulp
- Jeker
- Maas
- Niers
- Roer
- Swalm
- Voer
- Worm

Beken
- Anselderbeek (Kerkrade)
- Aalsbeek (Tegelen)
- Anstelerbeek (Kerkrade)
- Bleijerheiderbeek (Kerkrade)
- Boschbeek (streekbenaming: Drievende-beakske) (Herkenbosch)
- Caumerbeek (Heerlen)
- Cockerse Beek (Boekend)
- Crombacherbeek (Kerkrade)
- Everlosebeek (Grubbenvorst)
- Eyserbeek (Simpelveld)
- Geleenbeek (Spaubeek, Geleen)
- Groote Molenbeek
- Haelensche beek (Haelen)
- Hekerbeek (Valkenburg aan de Geul)
- Sinselbeek (Gulpen-Wittem)
- Itterbeek (Neeritter)
- Kanjel (Maastricht)
- Kingbeek (Grevenbicht)
- Kwistbeek
- Maasnielderbeek (Roermond)
- Neerbeek
- (De) Noor(beek) (Noorbeek)
- Molenbeek (Vierlingsbeek)
- Panheelderbeek
- Platsbeek (Nuth)
- Rijnbeek (Venlo)
- Roggelsebeek (Roggel)
- Roode Beek (Brunssum)
- Selzerbeek (Vaals)
- Sleybeek
- Springbeek (Hout-Blerick)
- Strijthagerbeek (Kerkrade)
- Teelebeek (Milsbeek)
- Thornerbeek (Thorn)
- Truyterbeek (Kerkrade)
- Tungelroysebeek
- Uffelse beek
- Vlootbeek
- Vrouwezief (Kerkrade)

### Klimaat
Het klimaat is, net als in de rest van Nederland, gematigd zeeklimaat met regelmatige neerslag het hele jaar door. Wel heeft Limburg te maken met een iets grotere invloed van het landklimaat omdat er geen grote temperatuurmatigende watervlaktes in de buurt zijn. Zo kan het zomers een stuk warmer worden dan in de rest van Nederland en in de winter een stuk kouder, vooral in het hogere Zuid-Limburg. Opmerkelijk is dat het voorjaar in vooral Zuid-Limburg iets eerder aanbreekt dan in de rest van noordelijker Nederland; vooral zichtbaar in de eerdere bloei van veel planten.
Een ander verschil met de rest van Nederland is dat de hoogteverschillen een wat grotere rol spelen. Zo is het Maasdal ten zuidwesten van Roermond het droogste gebied van Europees Nederland met rond de 700 mm neerslag per jaar, terwijl enkele tientallen kilometers naar het zuiden het heuvelgebied rond Vaals na de Veluwe het natst is met rond de 900 mm per jaar.
| Maand                                                                                    | jan   | feb   | mrt   | apr  | mei  | jun  | jul  | aug  | sep  | okt  | nov  | dec   | Jaar  |
| ---------------------------------------------------------------------------------------- | ----- | ----- | ----- | ---- | ---- | ---- | ---- | ---- | ---- | ---- | ---- | ----- | ----- |
| Hoogste maximum (°C)                                                                     | 15,5  | 19,1  | 22,2  | 26,7 | 30,6 | 34,0 | 35,9 | 36,2 | 31,3 | 26,6 | 21,1 | 16,4  | 36,2  |
| Gemiddeld maximum (°C)                                                                   | 5,2   | 6,1   | 10,1  | 14,0 | 18,3 | 20,9 | 23,3 | 23,0 | 19,1 | 14,7 | 9,2  | 5,8   | 14,1  |
| Gemiddelde temperatuur (°C)                                                              | 2,7   | 3,1   | 6,3   | 9,3  | 13,5 | 16,2 | 18,4 | 18,0 | 14,7 | 10,9 | 6,4  | 3,5   | 10,2  |
| Gemiddeld minimum (°C)                                                                   | 0,0   | 0,0   | 2,6   | 4,7  | 8,5  | 11,3 | 13,5 | 13,2 | 10,5 | 7,2  | 3,5  | 0,9   | 6,3   |
| Laagste minimum (°C)                                                                     | −19,3 | −14,7 | −12,9 | −4,9 | −0,8 | 0,9  | 5,5  | 5,2  | 1,6  | −4,2 | −9,0 | −15,4 | −19,3 |
|                                                                                          |       |       |       |      |      |      |      |      |      |      |      |       |       |
| Neerslag (mm)                                                                            | 65,3  | 57,4  | 61,8  | 45,1 | 65,9 | 70,5 | 69,6 | 72,3 | 61,6 | 67,2 | 65,3 | 70,8  | 772,7 |
| Bron: KNMI: Langjarige gemiddelden (tijdvak 1981-2010) en extremen (tijdvak 1971 - 2000) |       |       |       |      |      |      |      |      |      |      |      |       |       |

### Bestuurlijke indeling

#### Gemeenten
Limburg is per 2019 ingedeeld in de volgende 31 gemeenten:
| Vlag | Gemeente               | Kernen |
| ---- | ---------------------- | --- |
|      | Beek                   | Beek, Spaubeek, Neerbeek, Genhout, Geverik |
|      | Beekdaelen             | Nuth, Schinveld, Hulsberg, Oirsbeek, Schimmert, Schinnen, Amstenrade, Puth, Wijnandsrade, Merkelbeek, Doenrade, Vaesrade, Bingelrade, Jabeek, Sweikhuizen                  |
|      | Beesel                 | Reuver, Offenbeek, Beesel |
|      | Bergen                 | Bergen, Well, Afferden, Siebengewald, Wellerlooi |
|      | Brunssum               | Brunssum |
|      | Echt-Susteren          | Echt, Susteren, Pey, Nieuwstadt, Koningsbosch, Sint-Joost, Roosteren, Maria Hoop, Dieteren                                                                                 |
|      | Eijsden-Margraten      | Eijsden, Margraten, Cadier en Keer, Gronsveld, Sint-Geertruid, Noorbeek, Banholt, Oost-Maarland, Mheer, Rijckholt, Eckelrade, Bemelen, Mesch, Scheulder, Mariadorp         |
|      | Gennep                 | Gennep, Milsbeek, Heijen, Ottersum, Ven-Zelderheide |
|      | Gulpen-Wittem          | Gulpen, Wijlre, Mechelen, Eys, Epen, Partij-Wittem, Nijswiller, Reijmerstok, Slenaken, Wahlwiller                                                                          |
|      | Heerlen                | Heerlen, Hoensbroek |
|      | Horst aan de Maas      | Horst, Sevenum, Grubbenvorst, Melderslo, America, Lottum, Hegelsom, Meerlo, Meterik, Swolgen, Tienray, Kronenberg, Broekhuizenvorst, Broekhuizen, Griendtsveen, Evertsoord |
|      | Kerkrade               | Kerkrade, Eygelshoven |
|      | Landgraaf              | Schaesberg, Waubach, Nieuwenhagen (centrum), Rimburg |
|      | Leudal                 | Heythuysen, Haelen, Roggel, Horn, Neer, Baexem, Grathem, Ittervoort, Ell, Neeritter, Kelpen-Oler, Hunsel, Buggenum, Heibloem, Nunhem, Haler                                |
|      | Maasgouw               | Maasbracht, Heel, Linne, Thorn, Wessem, Beegden, Stevensweert, Brachterbeek, Ohé en Laak, Panheel                                                                          |
|      | Maastricht             | Maastricht |
|      | Meerssen               | Bunde, Meerssen, Ulestraten, Rothem, Geulle, Moorveld, Geulle aan de Maas                                                                                                  |
|      | Mook en Middelaar      | Molenhoek, Mook, Middelaar, Plasmolen |
|      | Nederweert             | Nederweert, Ospel, Nederweert-Eind, Leveroy, Ospeldijk |
|      | Peel en Maas           | Panningen, Maasbree, Baarlo, Helden, Meijel, Kessel, Beringe, Grashoek, Egchel, Koningslust, Kessel-Eik                                                                    |
|      | Roerdalen              | Herkenbosch, Melick, Montfort, Posterholt, Sint Odiliënberg, Vlodrop |
|      | Roermond               | Roermond, Swalmen, Maasniel, Herten, Merum, Boukoul, Leeuwen, Asenray, Ool, Asselt                                                                                         |
|      | Simpelveld             | Simpelveld, Bocholtz |
|      | Sittard-Geleen         | Sittard, Geleen, Born, Munstergeleen, Limbricht, Grevenbicht, Buchten, Obbicht, Einighausen, Guttecoven, Holtum, Papenhoven                                                |
|      | Stein                  | Stein, Elsloo, Urmond, Berg aan de Maas, Meers |
|      | Vaals                  | Vaals, Vijlen, Lemiers, Holset |
|      | Valkenburg aan de Geul | Valkenburg, Berg, Broekhem, Houthem, Schin op Geul, Sibbe, Vilt |
|      | Venlo                  | Venlo, Tegelen, Belfeld, Velden, Steyl, Arcen, Lomm |
|      | Venray                 | Venray, Oostrum, Ysselsteyn, Leunen, Wanssum, Oirlo, Blitterswijck, Merselo, Castenray, Veulen, Heide, Geijsteren, Vredepeel, Smakt                                        |
|      | Voerendaal             | Kunrade, Voerendaal, Klimmen, Ubachsberg, Ransdaal |
|      | Weert                  | Weert, Stramproy, Altweerterheide, Tungelroy, Swartbroek, Laar |

#### Plaatsen in Limburg met stadsrechten
De Nederlandse provincie Limburg kent 14 plaatsen die ooit stadsrechten hadden. Ook deze lijst geeft een beeld van de vroegere staatkundige versnippering van het gebied. Er waren vele verschillende heren, maar voornamelijk de hertogen van Brabant en van Gelre.
| Stad       | Datum van Stadsrecht | Inwoneraantal | Gemeente               | Regio          | Heerlijkheid op het moment van het geven van stadsrecht |
| ---------- | -------------------- | ------------- | ---------------------- | -------------- | ------------------------------------------------------- |
| Wessem     | 1150-1329            | 2.085         | Maasgouw               | Midden-Limburg | Graafschap Horn                                         |
| Thorn      | 1201-1300            | 2.392         | Maasgouw               | Midden-Limburg | Vorstendom Thorn                                        |
| Maastricht | 1204                 | 121.773       | Maastricht             | Zuid-Limburg   | Prinsbisdom Luik en Hertogdom Brabant                   |
| Roermond   | 1231                 | 58.204        | Roermond               | Midden-Limburg | Graafschap Gelre                                        |
| Sittard    | 1243                 | 37.446        | Sittard-Geleen         | Zuid-Limburg   | Hertogdom Limburg                                       |
| Nieuwstadt | 1271                 | 3.345         | Echt-Susteren          | Midden-Limburg | Graafschap Gelre                                        |
| Susteren   | 1276                 | 7.419         | Echt-Susteren          | Midden-Limburg | Graafschap Gelre                                        |
| Montfort   | 1294                 | 3.150         | Roerdalen              | Midden-Limburg | Hertogdom Gelre                                         |
| Kessel     | 1312                 | 5.995         | Peel en Maas           | Noord-Limburg  | Hertogdom Gelre                                         |
| Venlo      | 1343                 | 67.970        | Venlo                  | Noord-Limburg  | Hertogdom Gelre                                         |
| Echt       | 1343                 | 7.656         | Echt-Susteren          | Midden-Limburg | Hertogdom Gelre                                         |
| Gennep     | 1371                 | 17.007        | Gennep                 | Noord-Limburg  | Hertogdom Gelre                                         |
| Weert      | 1414                 | 51.000        | Weert                  | Midden-Limburg | Graafschap Horn                                         |
| Valkenburg | 1452                 | 6.020         | Valkenburg aan de Geul | Zuid-Limburg   | Landen van Overmaze (Hertogdom Brabant)                 |

Een aantal andere plaatsen in Limburg hadden of hebben wel stedelijke kenmerken (wallen, grachten, vesting, vrijheden, tolheffing etc.) maar hebben nooit de status stad verkregen:
- Arcen
- Born
- Eijsden
- Heerlen
- Neeritter
- Stein
- Stevensweert
- Urmond

### Regio's van Limburg
Noord-Limburg
- Mook en Middelaar
- Gennep
- Venray
- Horst aan de Maas
- Venlo
- Peel en Maas
- Beesel (Soms Midden-Limburg)

Midden-Limburg
- Nederweert
- Leudal
- Weert
- Roermond
- Maasgouw
- Roerdalen
- Echt-Susteren

Zuid-Limburg
Westelijke Mijnstreek
- Sittard-Geleen
- Stein
- Beek

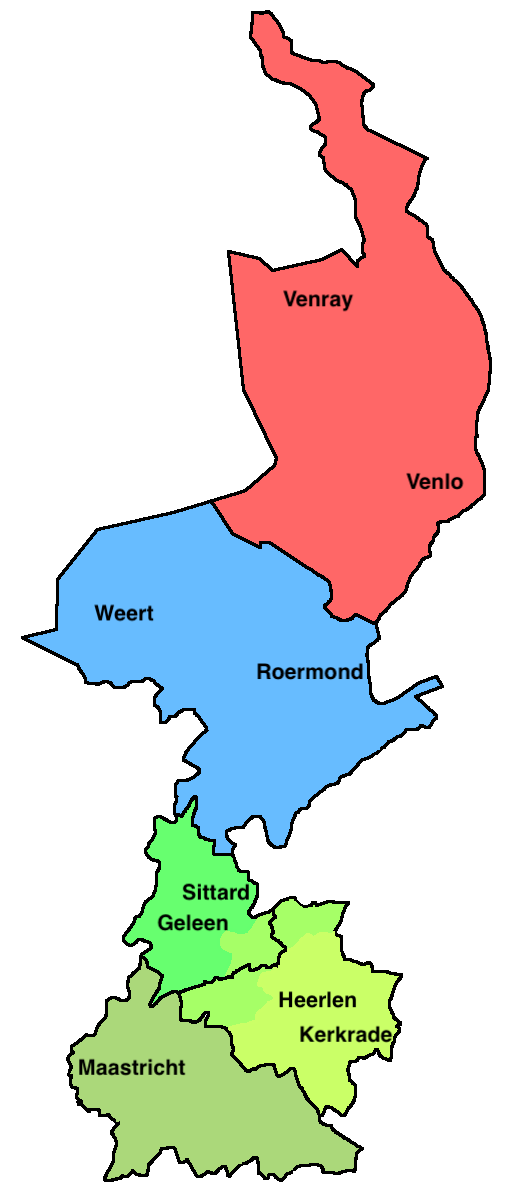
Regio's van Nederlands Limburg:
Noord-Limburg
Midden-Limburg
Zuid-Limburg:
Westelijke Mijnstreek
Oostelijke Mijnstreek / Parkstad
Maastricht-Mergelland

- Beekdaelen (Zowel Oostelijke als Westelijke Mijnstreek)

Oostelijke Mijnstreek / Parkstad
- Beekdaelen (Zowel Oostelijke als Westelijke Mijnstreek)
- Brunssum
- Heerlen
- Landgraaf
- Voerendaal
- Kerkrade
- Simpelveld

Maastricht-Mergelland 
- Meerssen
- Valkenburg aan de Geul
- Maastricht
- Eijsden-Margraten
- Gulpen-Wittem
- Vaals

## Cultuur

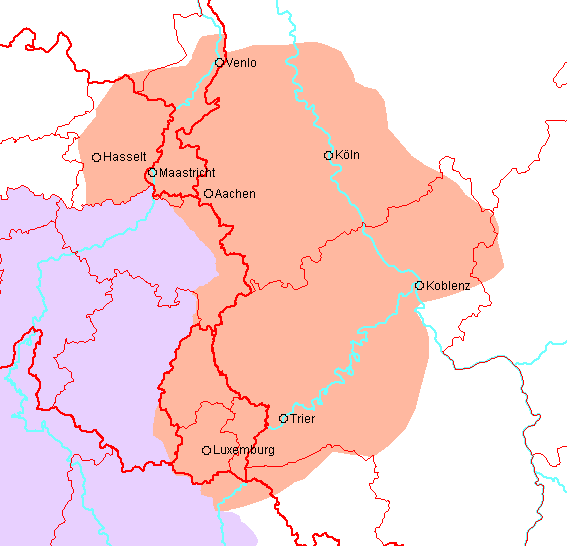
De Limburgse dialecten en hun aanverwanten over de grens: de Limburgs-Ripuarisch-Moezelfrankisch-Luxemburgse tonaliteit. Deze kaart brengt het verspreidingsgebied in beeld van wat linguïstisch het hoofdkenmerk van het Limburgs is: het betekenisdragend verschil in toonhoogte

### Taal
De provincie Limburg bevat talrijke Limburgse dialecten. Volgens moderne inzichten vormen die tezamen een Nederfrankische taalvariant, met de voor Indo-Europese talen vrij unieke eigenschap van tonaliteit in diverse varianten. Het gebied van het Limburgs reikt van Maastricht en Vaals in het zuiden tot aan Venlo in het noorden; ten noorden van de lijn Panningen-Tegelen worden Kleverlandse dialecten gesproken. Het Venloos neemt een overgangspositie in.

### Carnaval
Zie Carnaval in Nederlands-Limburg voor het hoofdartikel over Carnaval in Limburg.
Verdere culturele bijzonderheden zijn de vele kerkkoren, fanfares, harmonieorkesten, de Limburgse schutterijen en culinaire specialiteiten als de Limburgse vlaai. De schutterijen (Nederlandse en Belgische) meten zich jaarlijks in het Oud Limburgs Schuttersfeest (OLS). In haast elke parochie in Limburg is de jaarlijkse Sacramentsprocessie, in Limburg "brónk" genoemd, het culturele en godsdienstige hoogtepunt van het jaar.
Ook carnaval (vastelaovend in het Limburgs) wordt uitgebreid gevierd in Limburg. Daarbij overheerst de Limburgstalige muziek zoals in het (LVK) Limburgs Vastelaovesleedjes Konkoer. Vooral Venlo heeft daarin een grote en lange traditie. Ook jongeren en kinderen zijn betrokken, onder andere door het (TVK) Tiener Vastelaovends Konkoer en het (KVL) Kinjer Vastelaovend Leedjesfestival.

### Muziek
Zie Lijst van Limburgstalige muzikanten voor een lijst van muzikanten die in een Limburgs dialect zingen.
Limburg kent tal van regionale muzikanten, welke zowel met carnaval als buiten het carnavalsseizoen optreden. Naast Limburgstalige muziek wordt ook Nederlandstalige en Duitstalige muziek en muziek zonder lyrics gemaakt. Muzikanten uit Limburg die landelijke bekendheid hebben gekregen zijn onder anderen: Jo Erens, Frits Rademacher, Harry Bordon, Rowwen Hèze, André Rieu, Toon Hermans, Gé Reinders, de Zangeres zonder naam, Heintje en Johnny Hoes.

### Streekproducten
Zie Limburgs streekproduct voor het hoofdartikel over Limburgse streekproducten.
Voorbeelden van typisch Limburgse gerechten of producten zijn: vlaai, zuurvlees, nonnevot, appel- en perenstroop. In Noord- en  Midden-Limburg worden veel asperges verbouwd, ook wel het 'witte goud' genoemd. 

## Religie en levensbeschouwing
Limburg is de enige Nederlandse provincie waar katholieken een (kleine) meerderheid vormen van de bevolking, al is die meerderheid slinkend, waarbij 53 % van de Limburgers eind 2022 lid was van de katholieke kerk (602.000 kerkleden van de 1.128.000 inwoners). Al vanaf de laat-Romeinse tijd had het christendom hier voet aan de grond. De oudste christelijke grafstenen van Nederland (5e/6e eeuw) bevinden zich in de Sint-Servaasbasiliek in Maastricht. De zetel van de bisschoppen van Luik zou aanvankelijk in Tongeren hebben gestaan, en bevond zich aantoonbaar vanaf de 6e eeuw in Maastricht. Roermond is pas sinds 1559 bisschopsstad van het toen opgerichte (eerste) bisdom Roermond. Sinds de instelling van het tweede bisdom Roermond in 1853 valt het gebied van het bisdom samen met dat van de provincie Limburg.

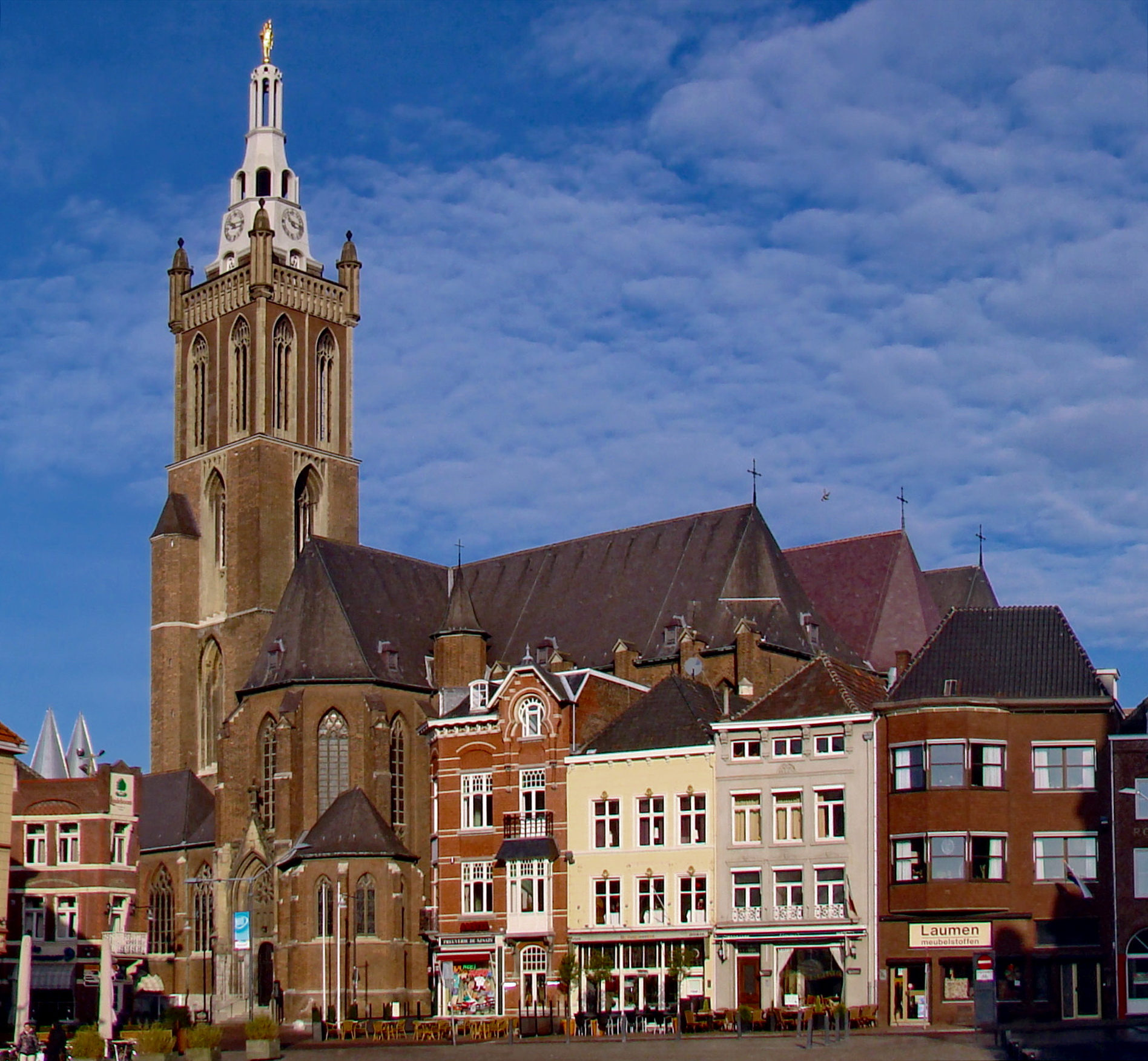
De Sint-Christoffelkathedraal in Roermond

Het herstel van de bisschoppelijke hiërarchie in Nederland (1853) leidde een periode in van katholieke emancipatie, nadat katholieken zich in de tijd van de Republiek der Verenigde Nederlanden (slechts van toepassing voor een klein deel van de provincie), in de Franse Tijd en in de beginperiode van het Koninkrijk der Nederlanden achtergesteld wisten. Het kloosterleven, het parochieleven, het katholiek onderwijs, de katholieke pers en het katholieke verenigingsleven kwamen in de tweede helft van de 19e eeuw tot bloei. Vanaf circa 1900 was de verzuiling van de samenleving (ook bij protestanten, liberalen en socialisten) min of meer compleet. Met name in Noord-Brabant en Limburg wordt de periode 1900-1960 vaak beschreven als de tijd van het "Rijke Roomse Leven", een term die pas vanaf de jaren 1960 in zwang raakte, toen de hoogtijdagen in feite voorbij waren (zie o.a. Michel van der Plas: Uit het rijke Roomsche Leven, 1963). Het openbare leven, met inbegrip van scholing, arbeidsorganisatie, gezondheidszorg en vrijetijdsbesteding, werd voor een groot deel door katholieke organisaties beheerst, waarbij men zich met name sterk afzette tegen de socialistische zuil (zie o.a. Bisschoppelijk Mandement van 1954).
Na het Tweede Vaticaans Concilie (1962-1965) nam de invloed van de Rooms-Katholieke Kerk in de provincie geleidelijk af. Het zondagse misbezoek en het aantal roepingen voor het priesterambt daalden sterk, evenals het geboortecijfer, wat duidde op een vervreemding van de zedelijke voorschriften van de Kerk. De aanstelling van de orthodoxe kerkhistoricus Joannes Gijsen (1932-2013) als bisschop van Roermond door de Heilige Stoel in 1972, werkte eerder averechts. Gijsen, die orde op zaken moest stellen in het bisdom, riep door zijn autoritaire optreden zoveel weerstand op, dat kritische katholieken zich nog meer van de Kerk afkeerden. Zijn opvolger Frans Wiertz volgde van 1993 tot 2017 een gematigder koers. Het aandeel (nominaal) kerkelijken bleef in Limburg lange tijd nog vrij hoog, maar na 1985 heeft zich ook hierin een duidelijke kentering voorgedaan. Noemde in 1985 nog 78 % van de Limburgers zich katholiek, in 2014 waren de cijfers: 66 % katholiek, 25 % onkerkelijk, 4 % overige christenen, en 4 % moslim. Het zondagse misbezoek bedroeg in 2000 nog slechts 8 %.

## Economie

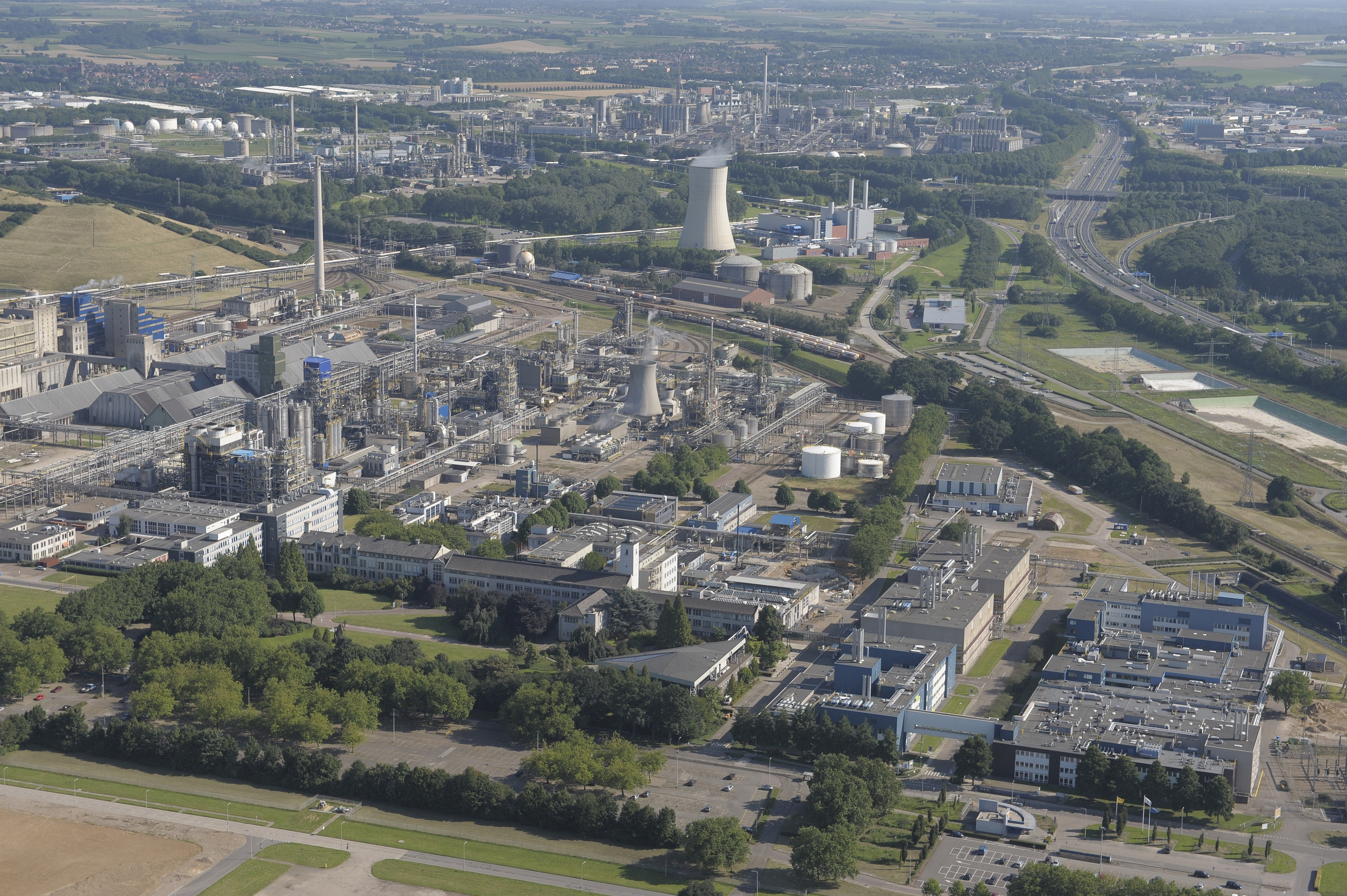
Petrochemische industrie op industrieterrein Chemelot in Sittard-Geleen

Tot in de jaren 70 was de steenkoolwinning in de Oostelijke Mijnstreek en Westelijke Mijnstreek een belangrijke pijler onder de Limburgse economie. De sluiting van de mijnen bezorgde de provincie lange tijd een imago van armoede en werkloosheid. De klap werd mede opgevangen door de komst van nieuwe overheidsinstellingen, zoals het Centraal Bureau voor de Statistiek in Heerlen, en de opening van de Universiteit Maastricht. In de Westelijke Mijnstreek maakte de mijnbouw plaats voor chemie, Staatsmijnen werd omgevormd naar het chemie- en biotechnologieconcern DSM. Het was een van de grootste werkgevers, met circa 8000 arbeidsplaatsen in Limburg. Inmiddels zijn bijna alle fabrieken van DSM op chemisch industrieterrein Chemelot verkocht aan andere bedrijven en heeft DSM nog zo'n 3000-4000 werknemers in Zuid-Limburg, vooral kantoormedewerkers en onderzoekers. Op Chemelot werken nu totaal meer dan 8000 mensen. Ook kwam er een autofabriek van DAF in Born. Het tegenwoordige VDL Nedcar is de enige personenautofabriek in Nederland, er worden onder contract voor diverse fabrikanten personenauto's geproduceerd. Anno 2017 werkten er ongeveer 5000 mensen aan de assemblage van Mini's en BMW's.
Daarnaast bezit Limburg tegenwoordig onder andere fruitteelt, overige landbouw, dienstverlening en toerisme en een aantal brouwerijen. Er zijn vele logistieke bedrijven en distributiecentra, vooral dankzij de Euregionale ligging van de provincie.
Bij de Universiteit Maastricht zijn in totaal circa 3300 medewerkers in dienst en op het hoofdkantoor van Vodafone in Maastricht zijn ongeveer 1500 arbeidsplaatsen. In Venlo ligt het hoofdkantoor van het printerbedrijf Océ.

## Toerisme

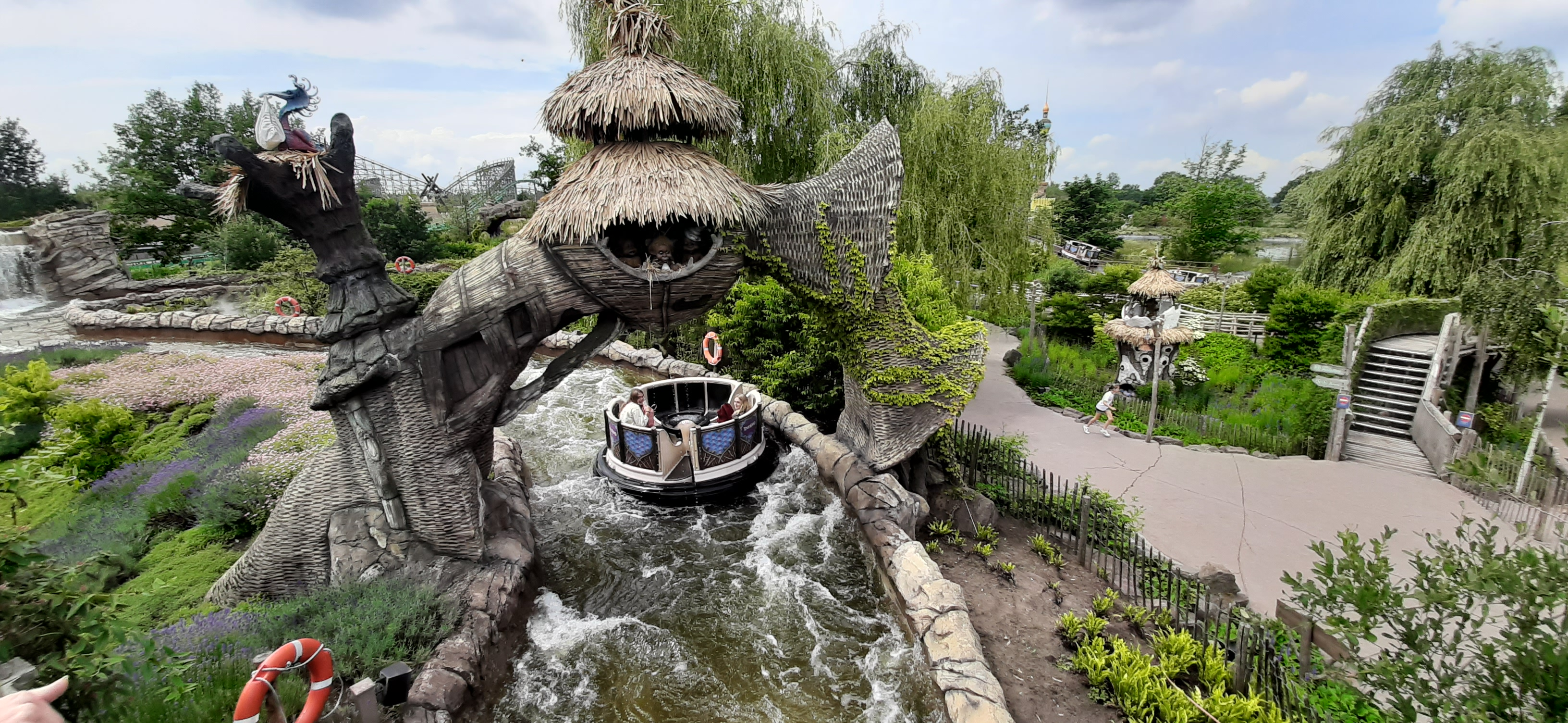
Attractiepark Toverland

Toerisme is in Limburg een belangrijke inkomstenbron. Zo stond de provincie in 2020 landelijk bovenaan op het gebied van overnachtingen in vakantieparken, was het totale aantal overnachtingen in 2017 14,6 miljoen en besteedden toeristen in dat jaar 4,2 miljard euro. Valkenburg is al vanaf eind 19e eeuw voor Nederlandse begrippen een belangrijk toeristencentrum, onder andere vanwege de ligging in het Geuldal, de bosrijke omgeving, het deels uit mergelstenen gebouwen bestaande centrum, en diverse voor het publiek toegankelijke mergelgrotten. Maastricht is een populaire bestemming voor stedentrips; met bijna 1,2 miljoen hotelovernachtingen (2019) nam de stad dat jaar landelijk de vierde plaats in, na Amsterdam, Rotterdam en Den Haag.

## Evenementen
- Amstel Gold Race (Heuvelland)
- Bevrijdingsfestival (Roermond)
- Bospop (Weert)
- Carnaval of Vastelaovend gerelateerde evenementen zoals:
  - Brand Beer Boetegewoeëne Boetezitting of Zoepkoel (BBBZ) (Venlo)
  - Carnavalsoptochten in de gehele provincie
  - CMCAlaif
  - 10 november (Aod op nuj)(Heerlen)
  - De11devande11de
  - Festilaovend (Roermond)
  - Groeëte Gulpener Vastelaoves Finale (GGVF) (Gulpen)
  - Kinjer Vastelaovend Leedjesfestival (KVL)
  - Limburgs Kampioenschap Zaate Hermeniekes (LKZH)
  - Limburgs Vastelaovesleedjes Konkoer (LVK)
  - Sjolefestasie (Roermond)
  - Sjtasiefestasie (Roermond)
  - Tiener Vastelaovends Konkoer (TVK)
  - Lokale Vastelaovendsleedjes konkoers (deels overlappend):
    - Gelaens Vastelaovesleedjes Konkoer (GVK) (Geleen)
    - Groët Venloos Vastelaoves Leedjes Konkoer (GVVLK) (Venlo)
    - Mestreechter Vastelaovendsleedsjes Konkoer (MVK) (Maastricht)
    - Midde Limburgs Leedjes Festival (Midden-Limburg)
    - Parksjtad Leedjes Konkoer (PLK) (Parkstad)
    - Peel & Maas Liedjesfestival (P&M) (Peel en Maas)
    - Pielhaas Liedjesfestival (Venray)
    - Wieërter Vastelaovendj Lidjes Festival (WVLF) (Weert)
    - Zittesj Vastelaovesleidjes Konkoer (ZVK) (Sittard)
- Draaksteken (Beesel)
- Passiespelen (Tegelen)
- Halloween in Toverland (Sevenum)
- Huis van Nicolaas (Weert)
- Kerstmarkten in Maastricht en Valkenburg
- Sint Maarten (Tegelen)
- Pinkpop (Landgraaf)
- Oktoberfeest (Sittard)
- Schutterij gerelateerde evenementen zoals:
  - Oud Limburgs schuttersfeest (OLS)
  - Kinjer OLS
- Solar (Roermond)
- Vrijthofconcerten van André Rieu (Maastricht)
- Klimbos Fun Forest (Tegelen)
- Weert Kermis (Weert)

## Politiek

### Provinciale Staten
In mei 2008 besloten de Limburgse Provinciale Staten de benaming Limburgs Parlement te voeren. De officiële naam blijft Provinciale Staten.
| Partij                | Zetels | Fractievoorzitter        |
| --------------------- | ------ | ------------------------ |
| BBB                   | 10(9)* | Annetje Schoolmeesters   |
| PVV                   | 6      | Bart Megens              |
| VVD                   | 5      | Herman Nijskens          |
| CDA                   | 5      | Mirjam Depondt-Olivers   |
| GroenLinks            | 4      | Thea Jetten              |
| PvdA                  | 3      | Aleida Berghorst         |
| SP                    | 2      | Jorge Wolters Gregório   |
| D66                   | 3      | Marlou Jenneskens        |
| LOKAAL-LIMBURG        | 2      | Raimond Franssen         |
| JA21                  | 2      | Philippe Schyns          |
| Partij voor de Dieren | 2(1)*  | Ina Boven                |
| Forum voor Democratie | 1      | Ruby Driessen            |
| 50PLUS                | 1      | Anne Marie Fischer-Otten |
| Horizon               | (1)    | Peter Loomans            |
| oos limburg           | (1)    | Chrétien Wetemans        |

### Commissaris van de Koning
Emile Roemer (SP) is sinds 1 december 2021 commissaris van de Koning (officieus gouverneur genoemd in Limburg).

## Trivia
Het hoogste bouwwerk in Limburg is de schoorsteen van nitrietfabriek NIFA op industrieterrein Chemelot (Sittard-Geleen), 176 meter hoog. De hoogste kerktoren is de 83 meter hoge toren van de Sint Petruskerk in Sittard. Het hoogste gebouw is de Innovatoren in Venlo, 70 meter.